# بمباردیه

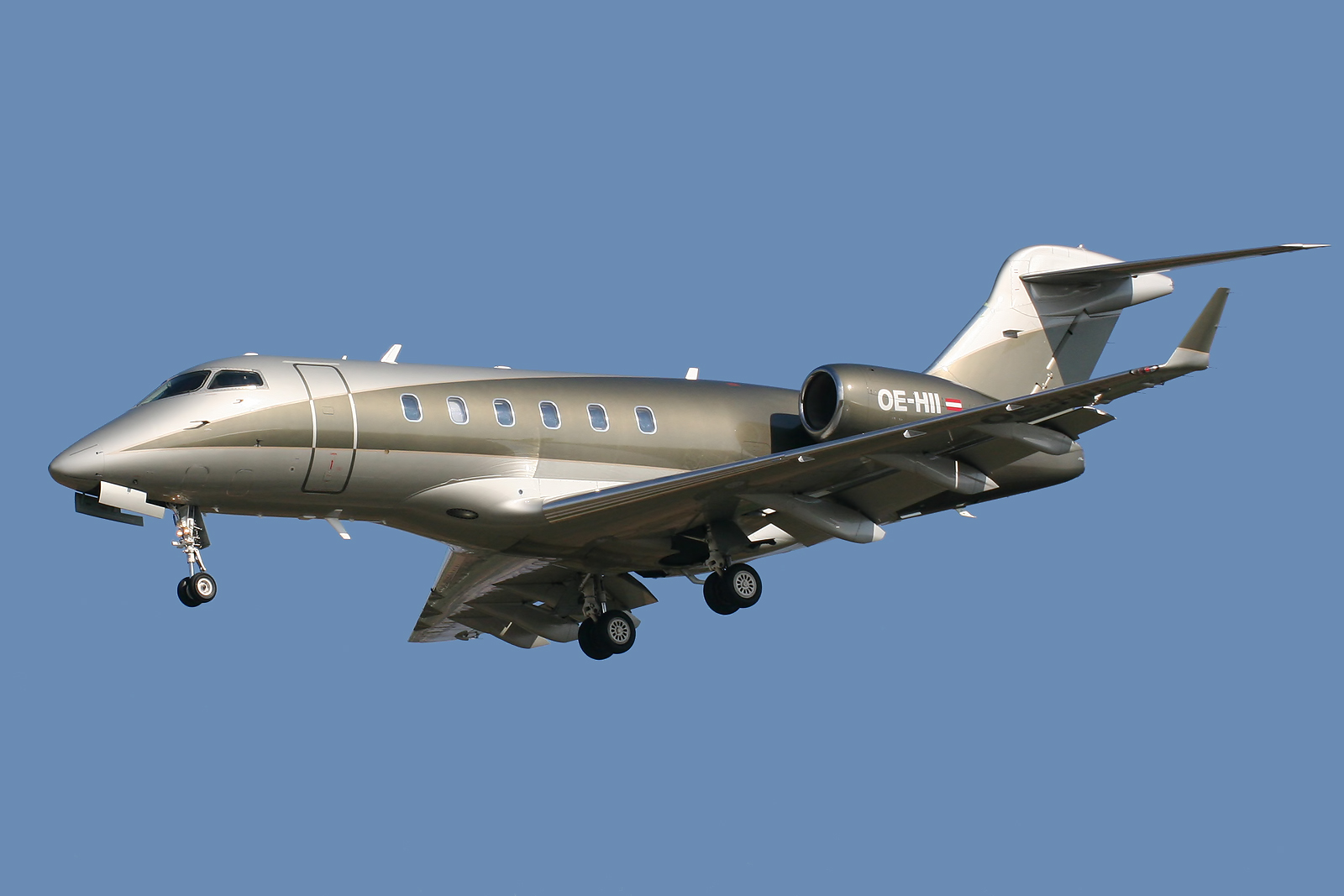
بمباردیه بی‌دی-۱۰۰

بمباردیه (به فرانسوی: Bombardier) شرکت خوشه‌ای کانادایی است، که در زمینه صنایع هوافضا، طراحی و ساخت تجهیزات دفاعی و ترابری ریلی فعالیت می‌کند.
شرکت بمباردیه در سال ۱۹۴۱ توسط ژوزف-آرمان بمباردیه در شهرک والکور، کبک تأسیس شد و هم‌اکنون تولیدکننده دامنه گسترده‌ای از تجهیزات و ماشین‌آلات دفاعی، نظامی، ریلی و برف‌رو می‌باشد، که انواع هواگرد، هواپیما و جت‌های تجاری، قطار، تراموا و لوکوموتیو، تجهیزات نظامی و خودروهای نظامی، برف‌رو، جت‌اسکی، خودروهای همه‌جار، ماشین‌آلات استخراج معدن، تجهیزات جنگل‌داری، کامیون و ماشین‌آلات صنایع سنگین را در بر می‌گیرد.
دفتر مرکزی این شرکت در شهر مونترآل، استان کبک قرار دارد و بخشی از سهام آن در بازار بورس تورنتو معامله می‌شود. شرکت بمباردیه در فهرست فورچون جهانی ۵۰۰ قرار دارد. از مشهورترین تولیدات این شرکت می‌توان بمباردیه سی‌آرجی ۱۰۰/۲۰۰، بمباردیه سی‌آرجی ۷۰۰/۹۰۰ و بمباردیر گلوبال اکسپرس و بمباردیه چلنجر را نام برد.

## نگارخانه

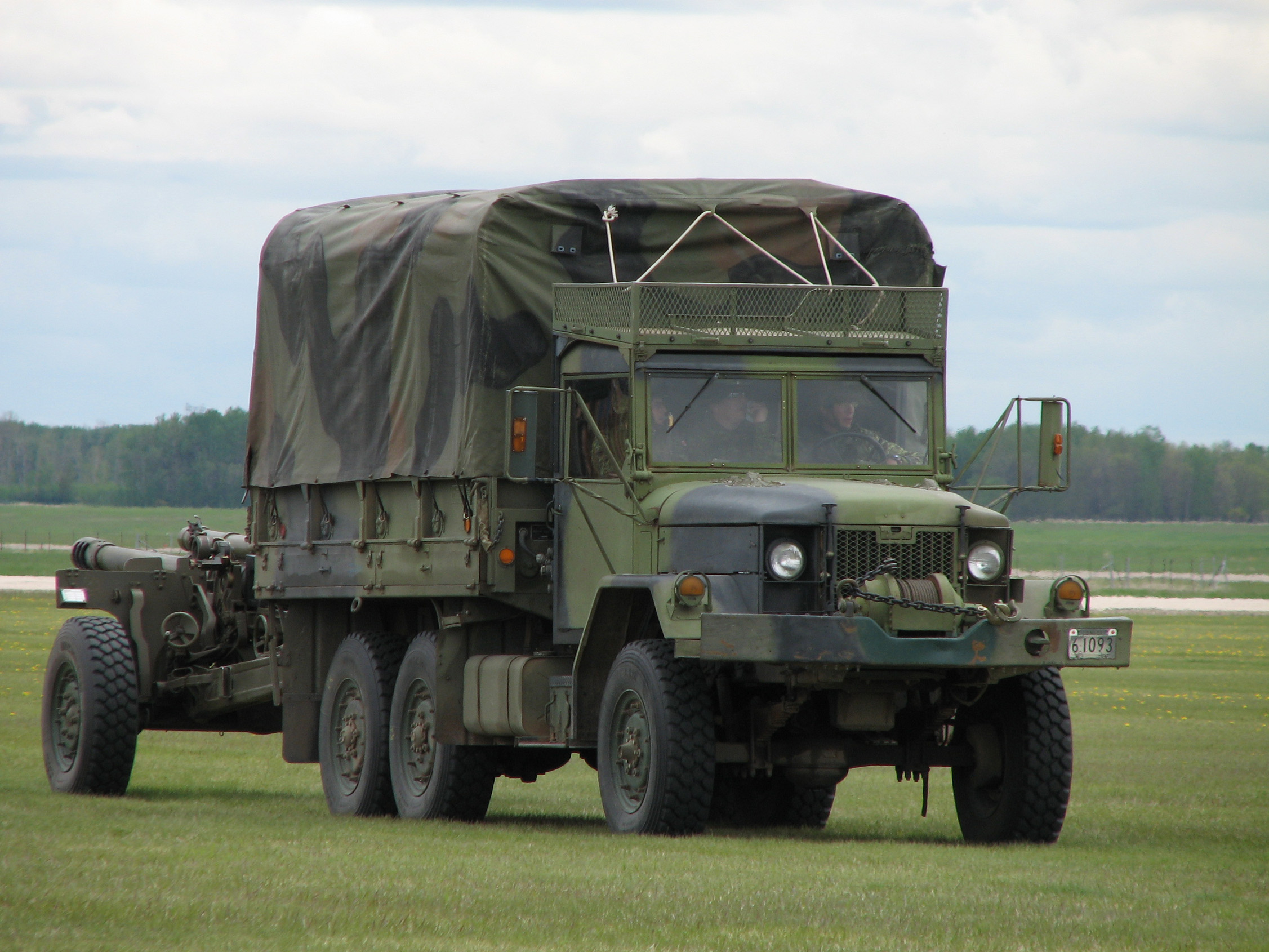
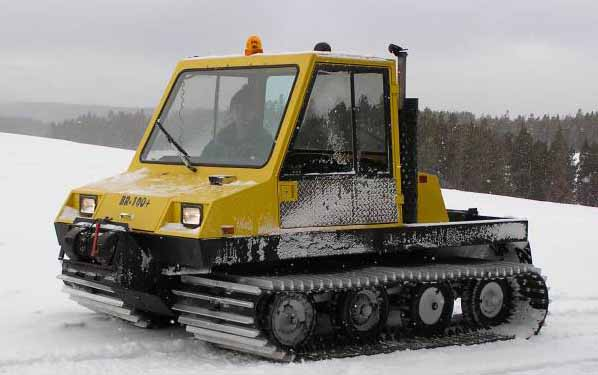
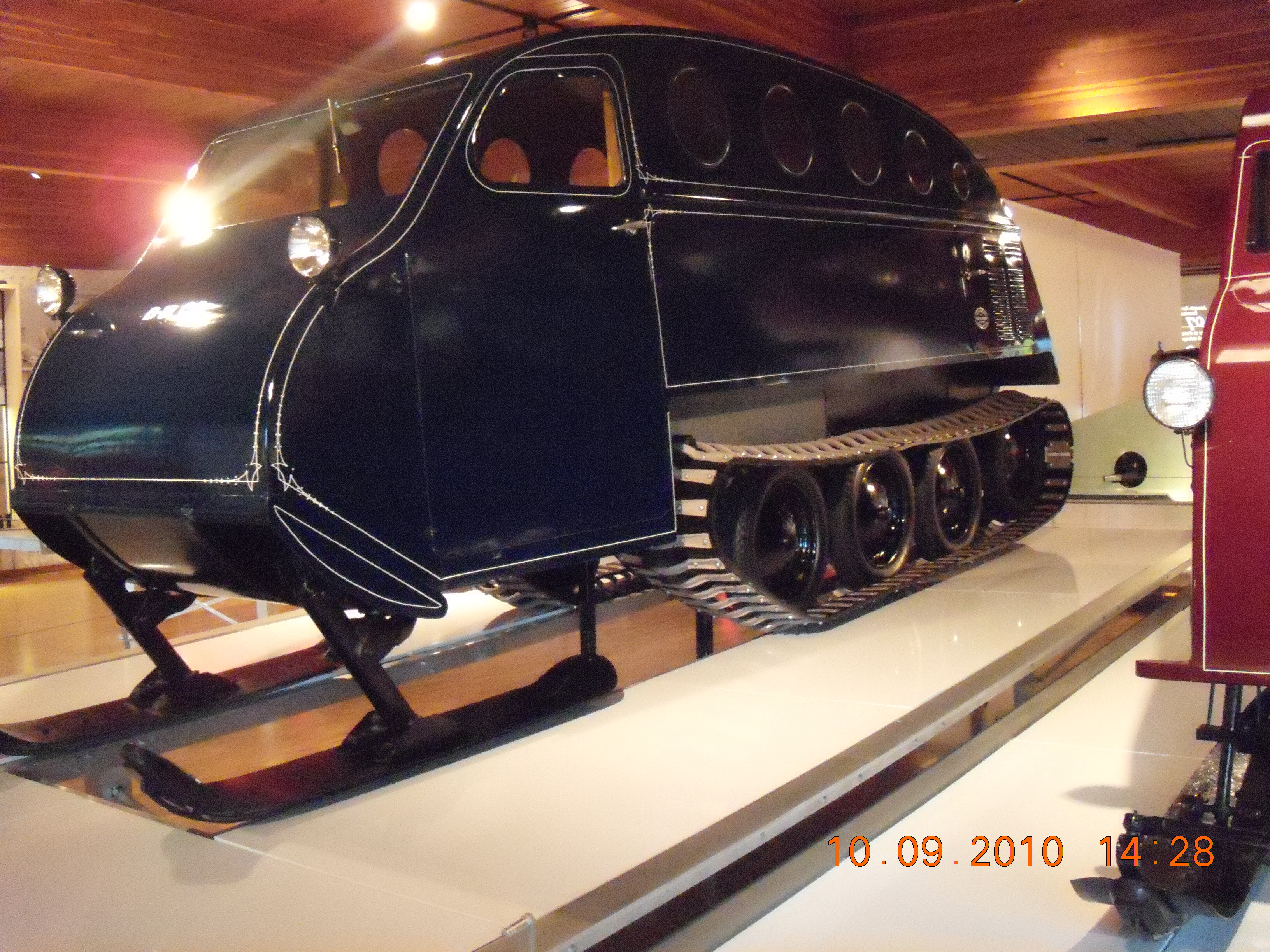
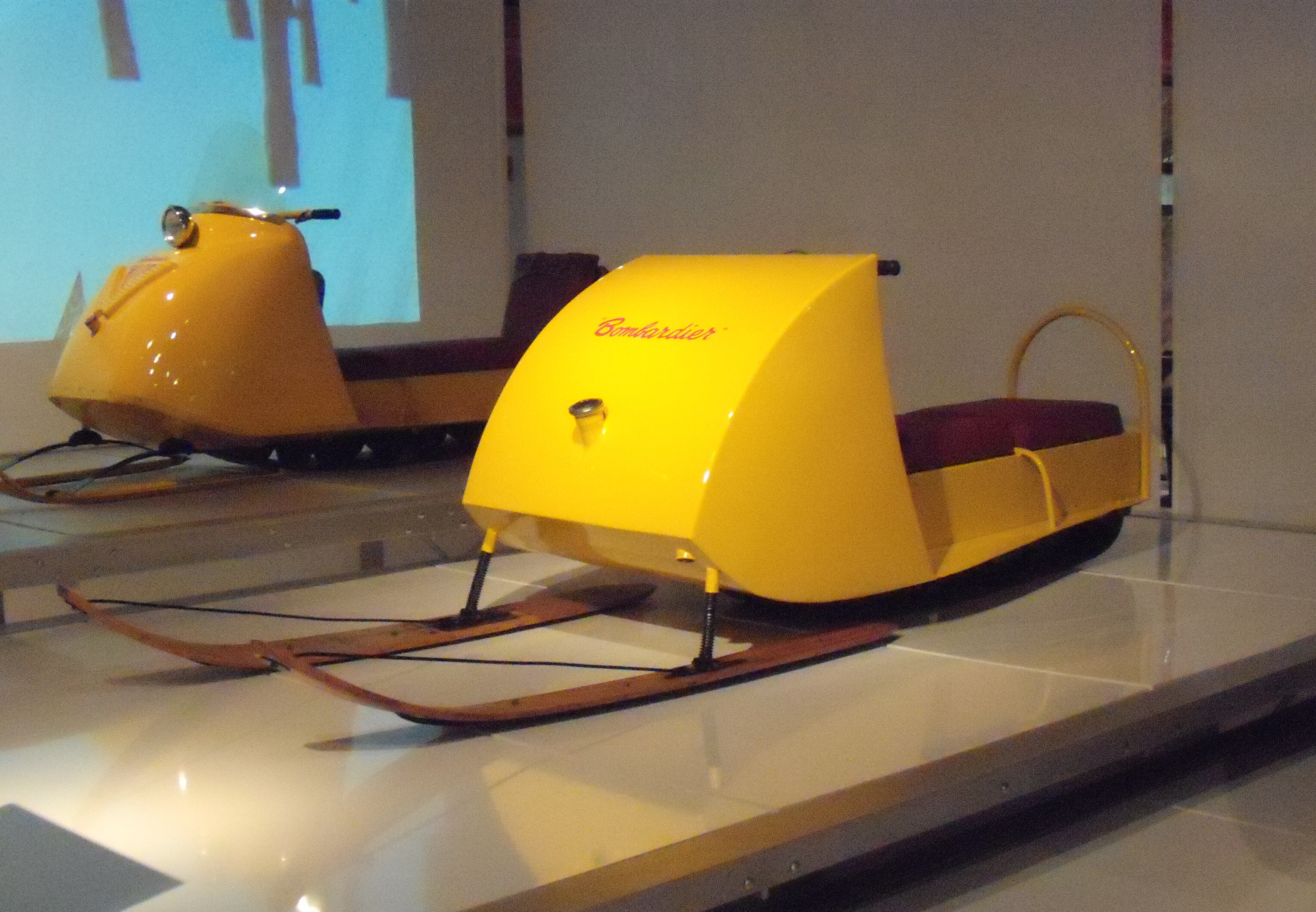
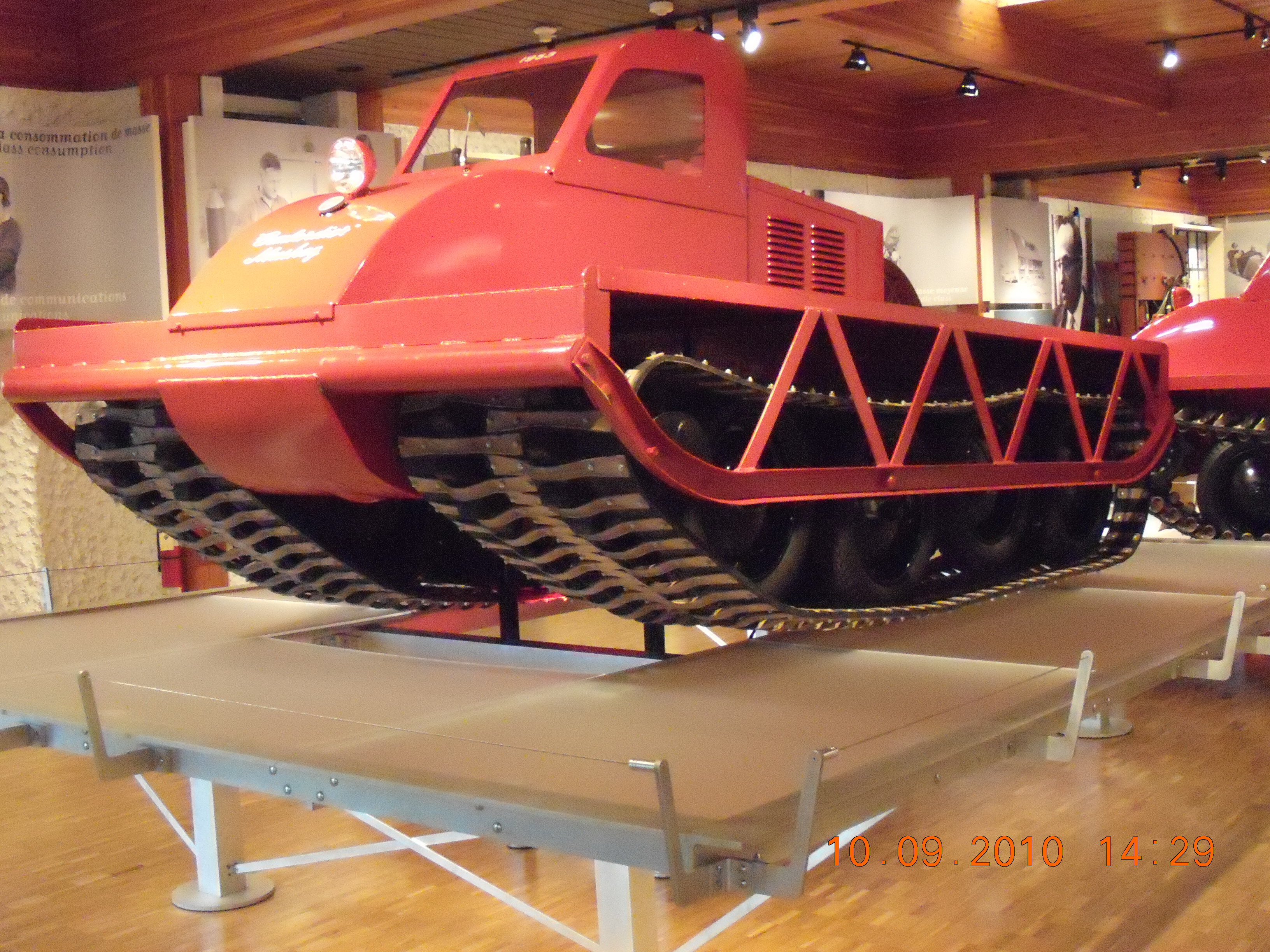
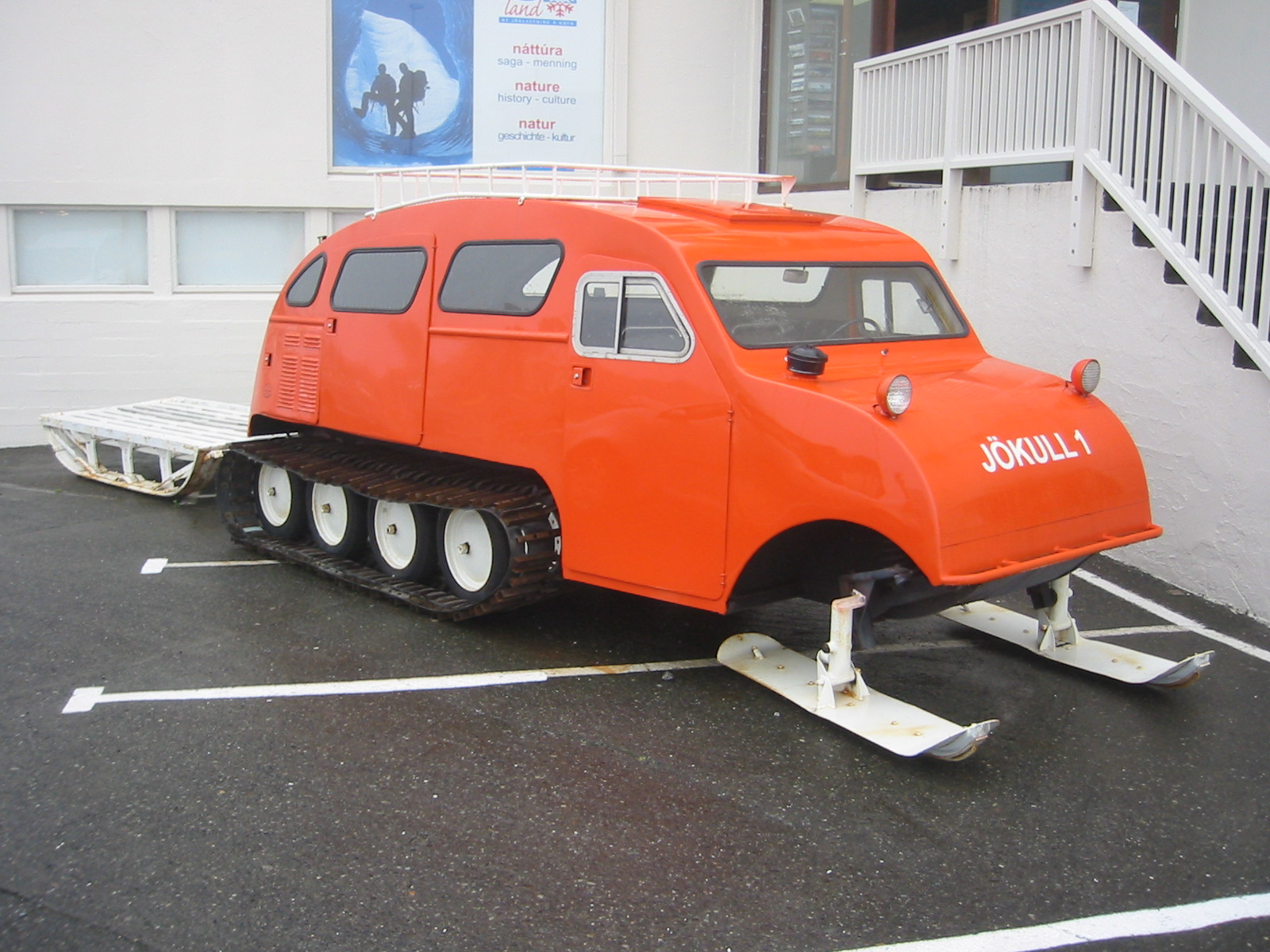
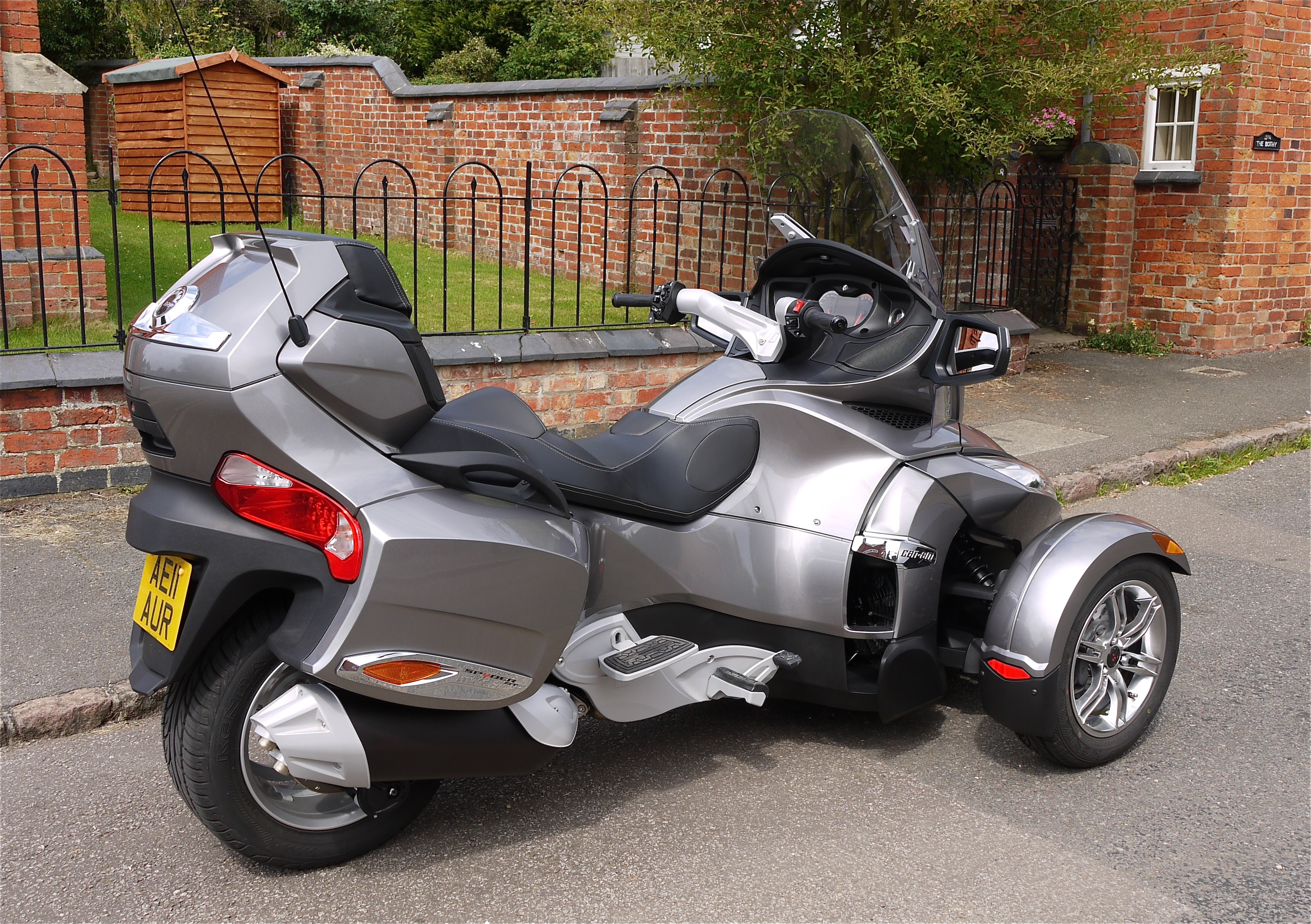
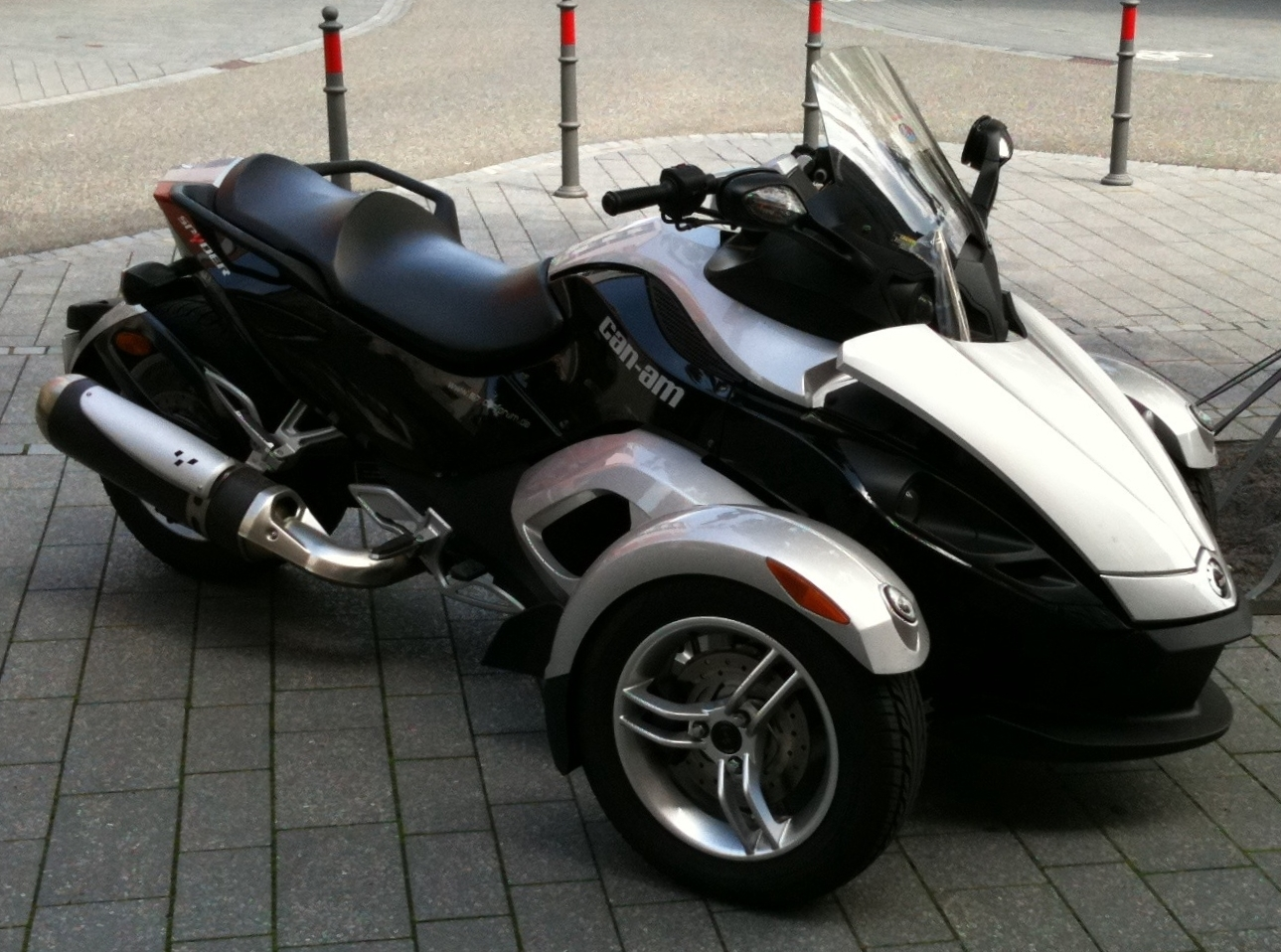
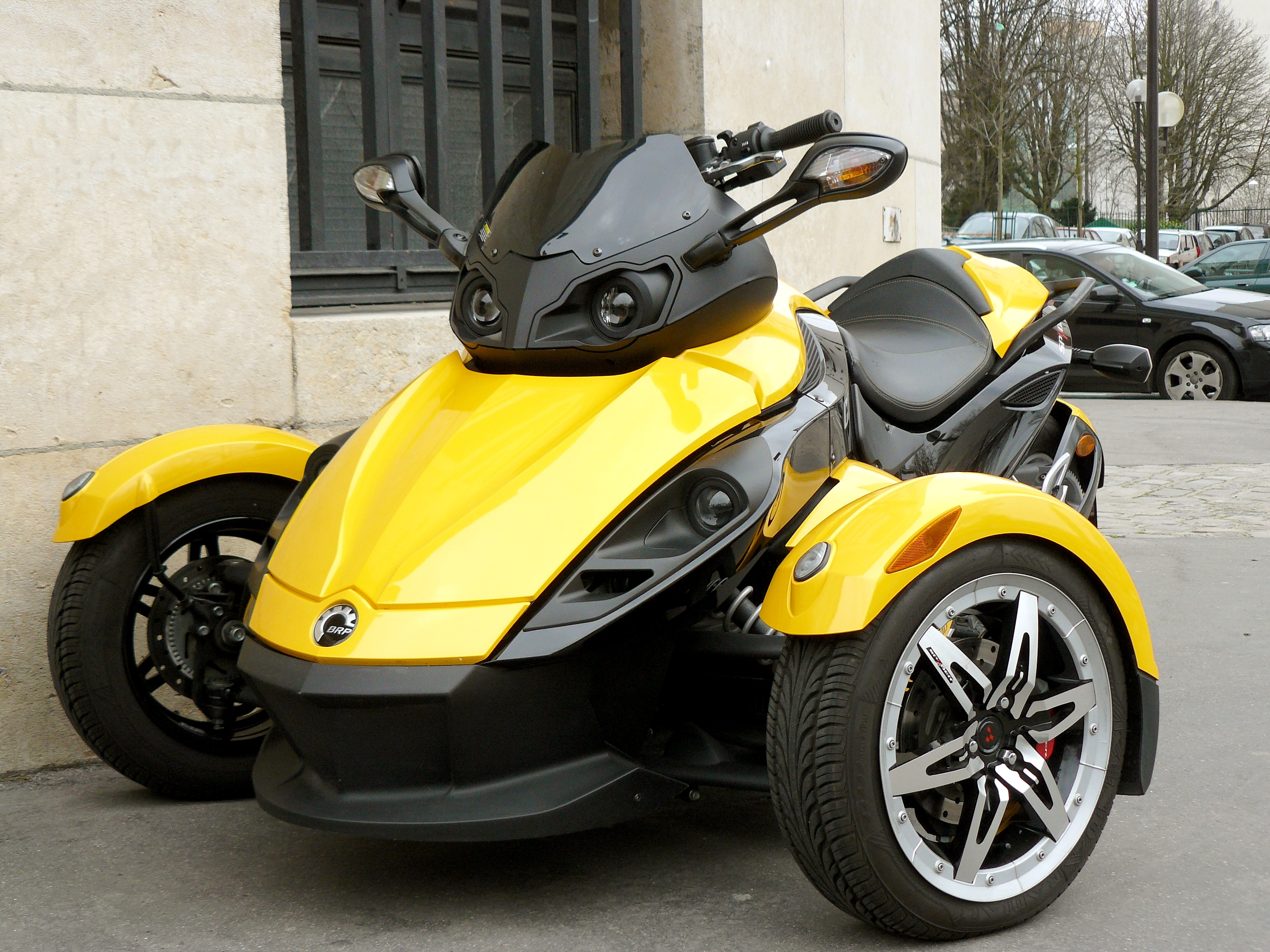
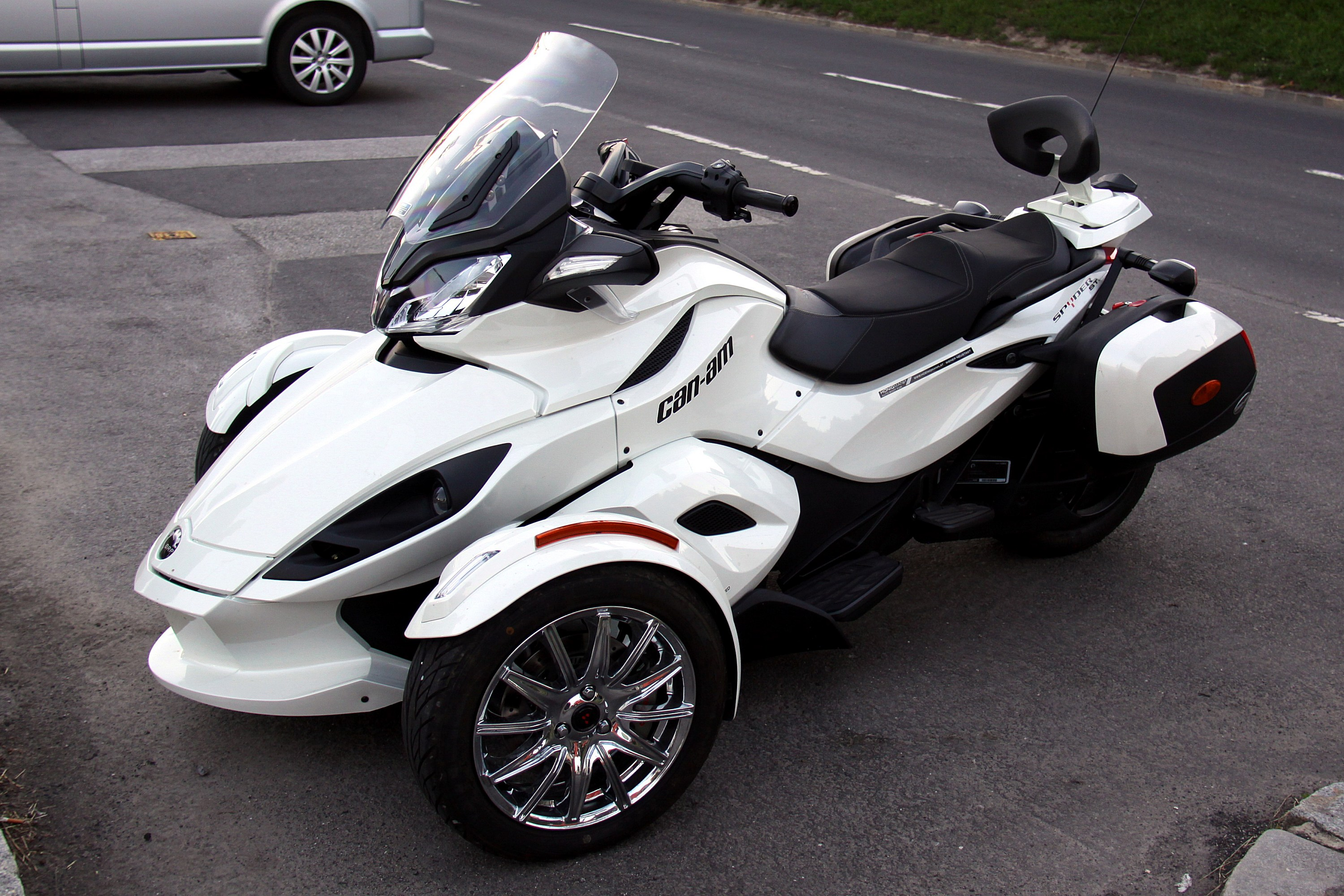
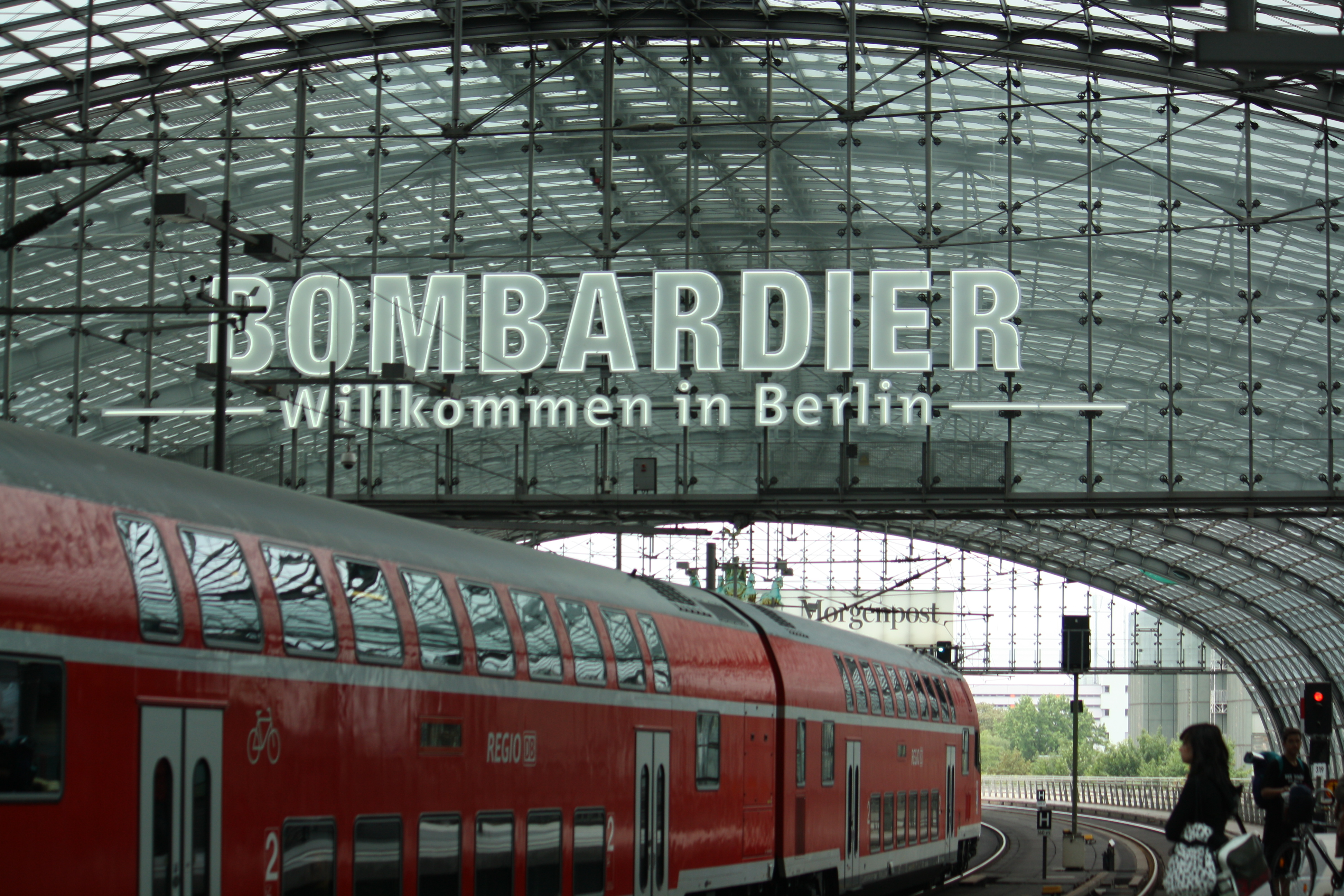
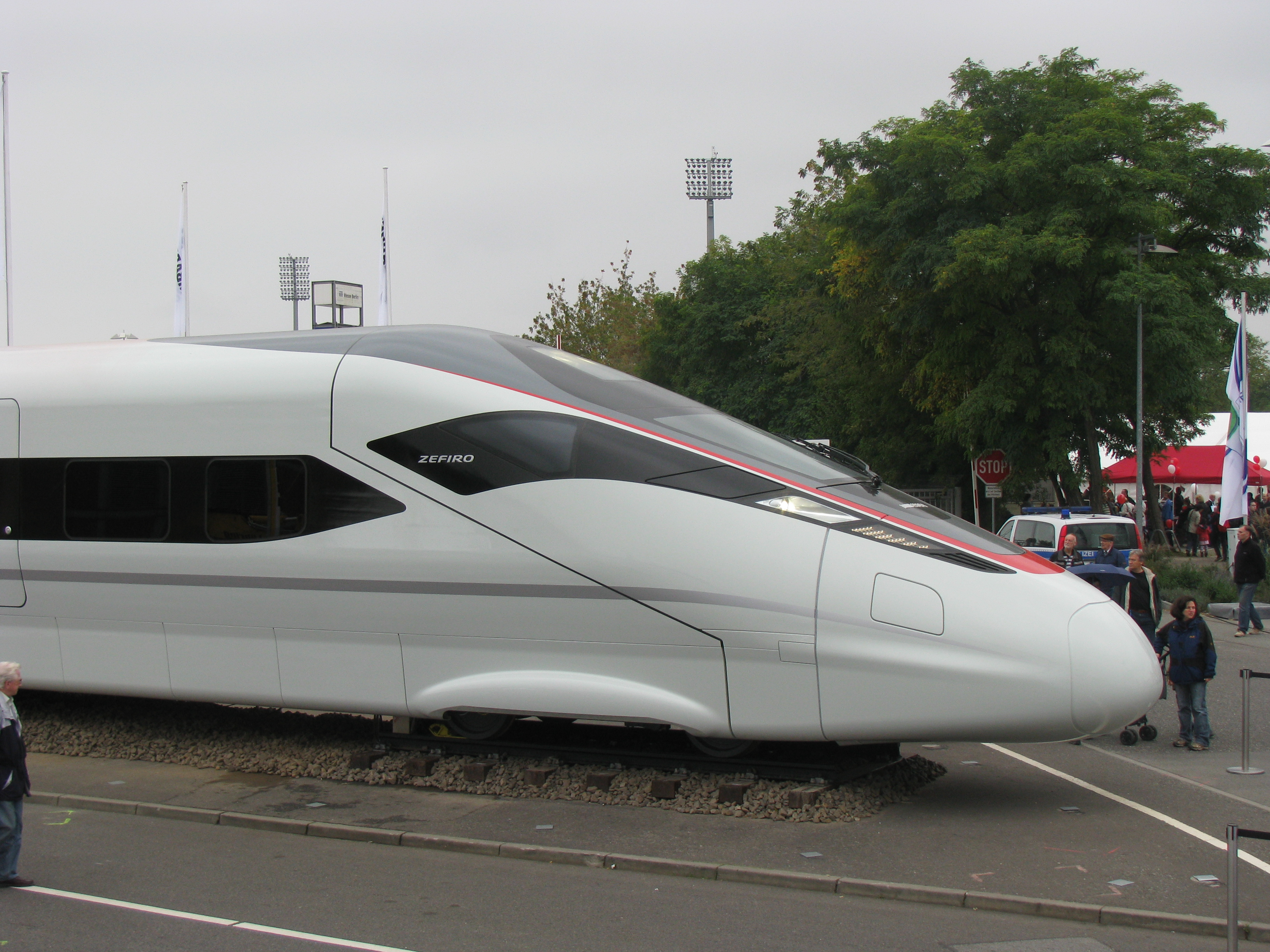
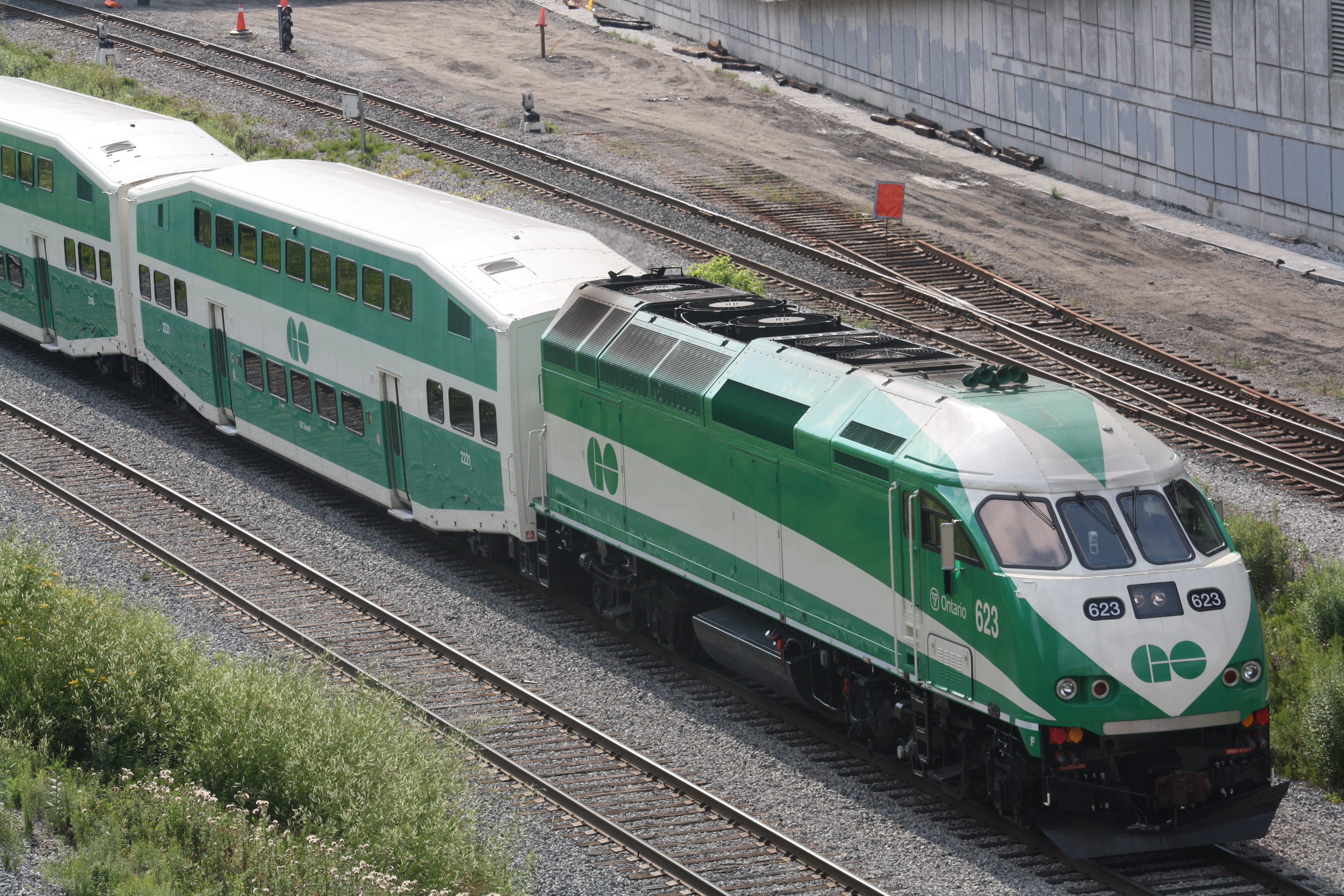
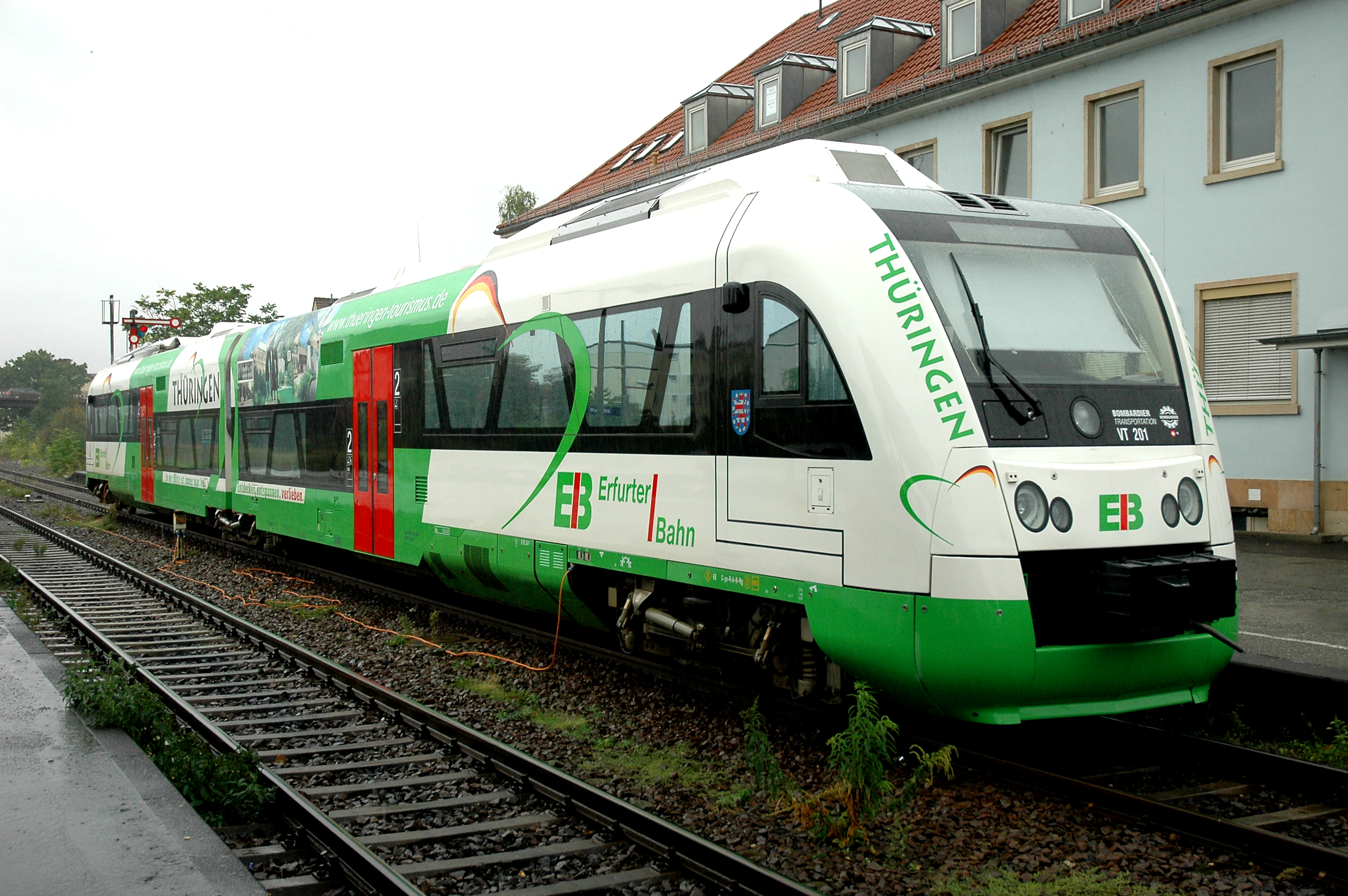
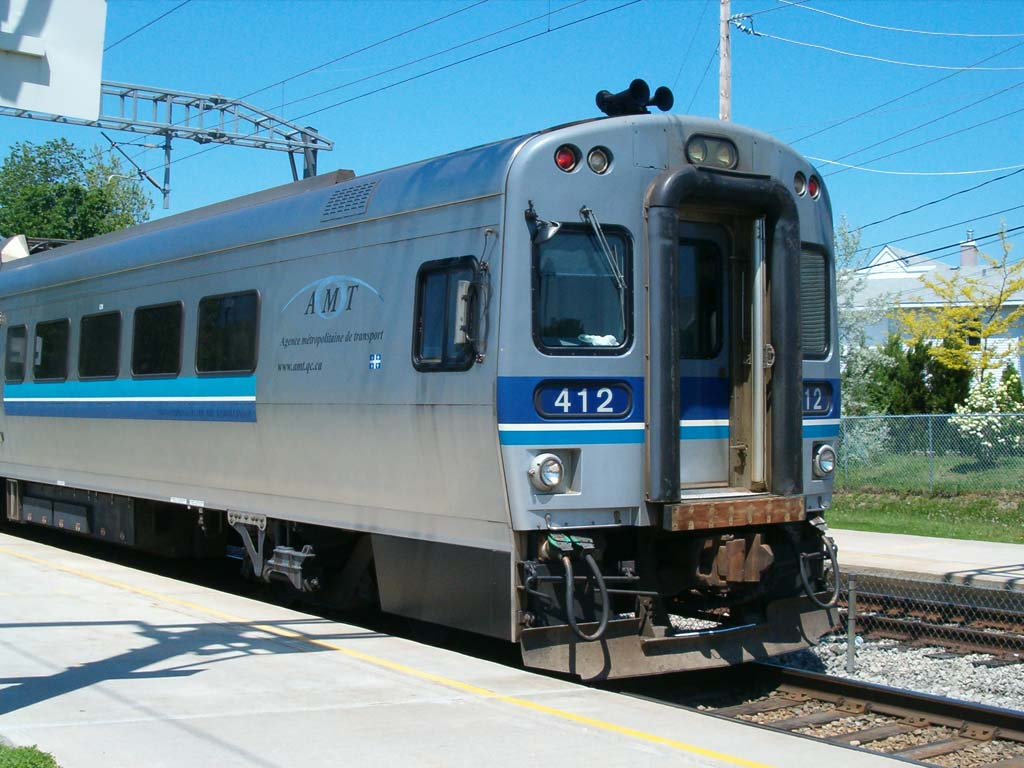
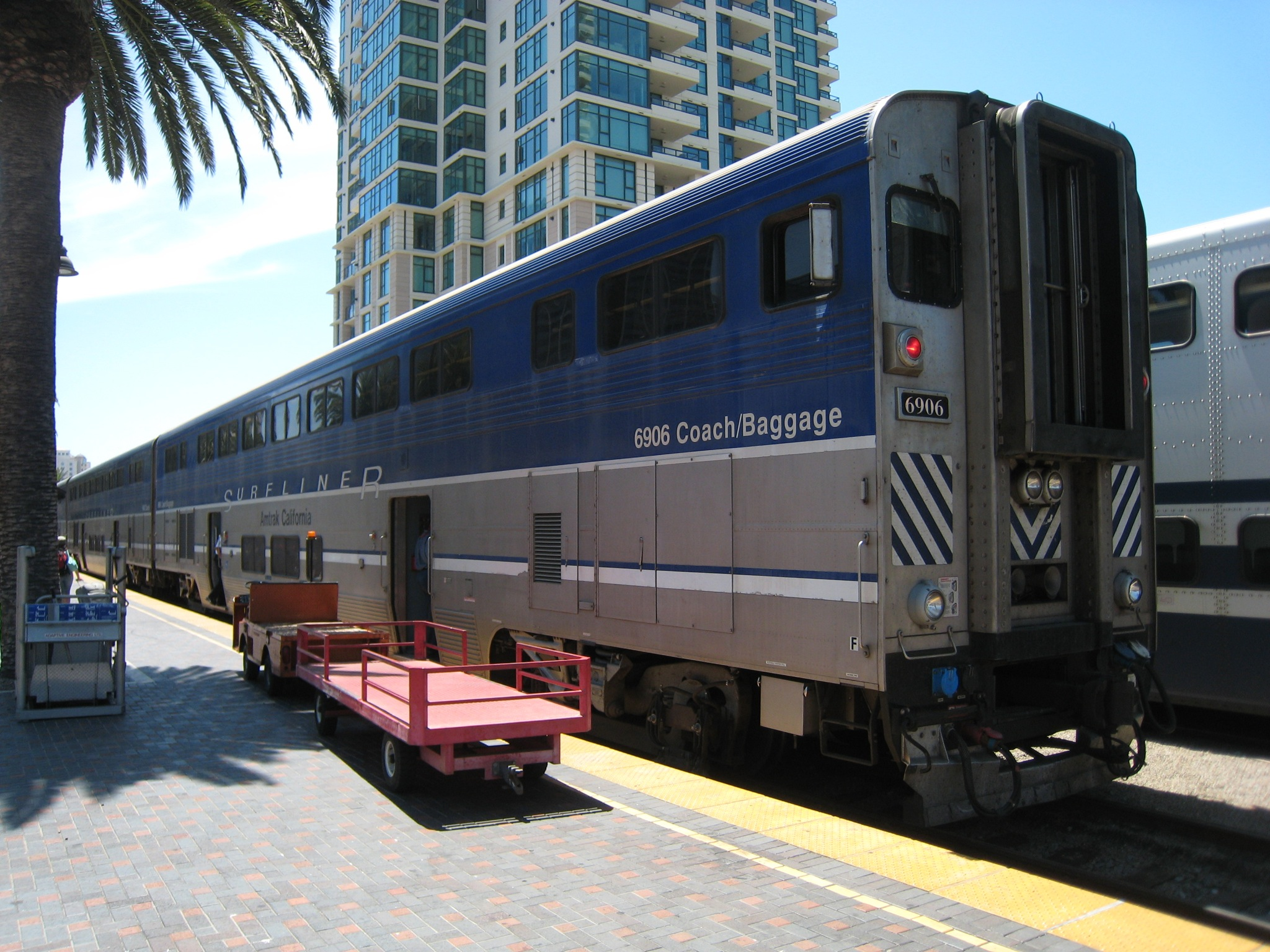
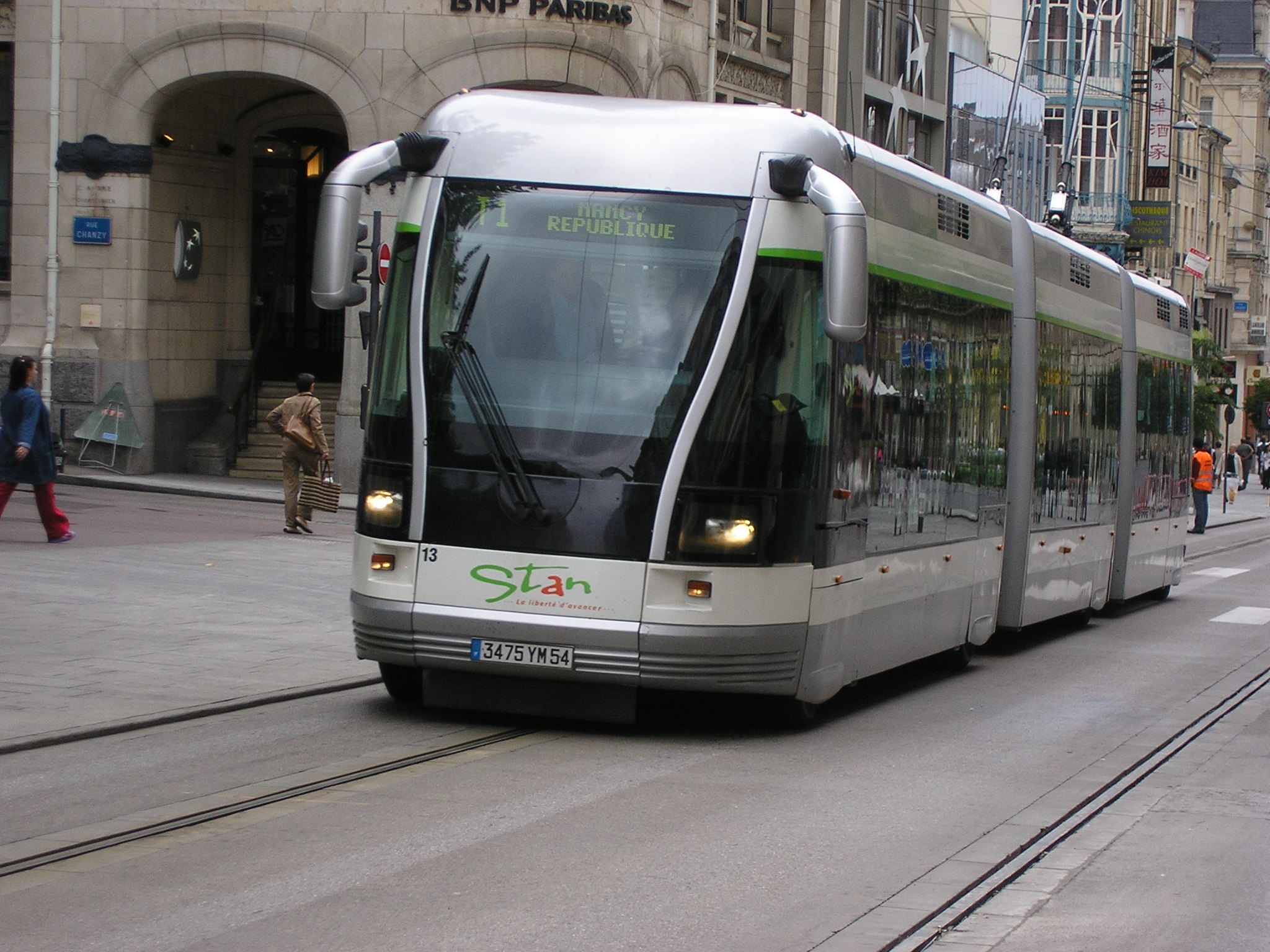
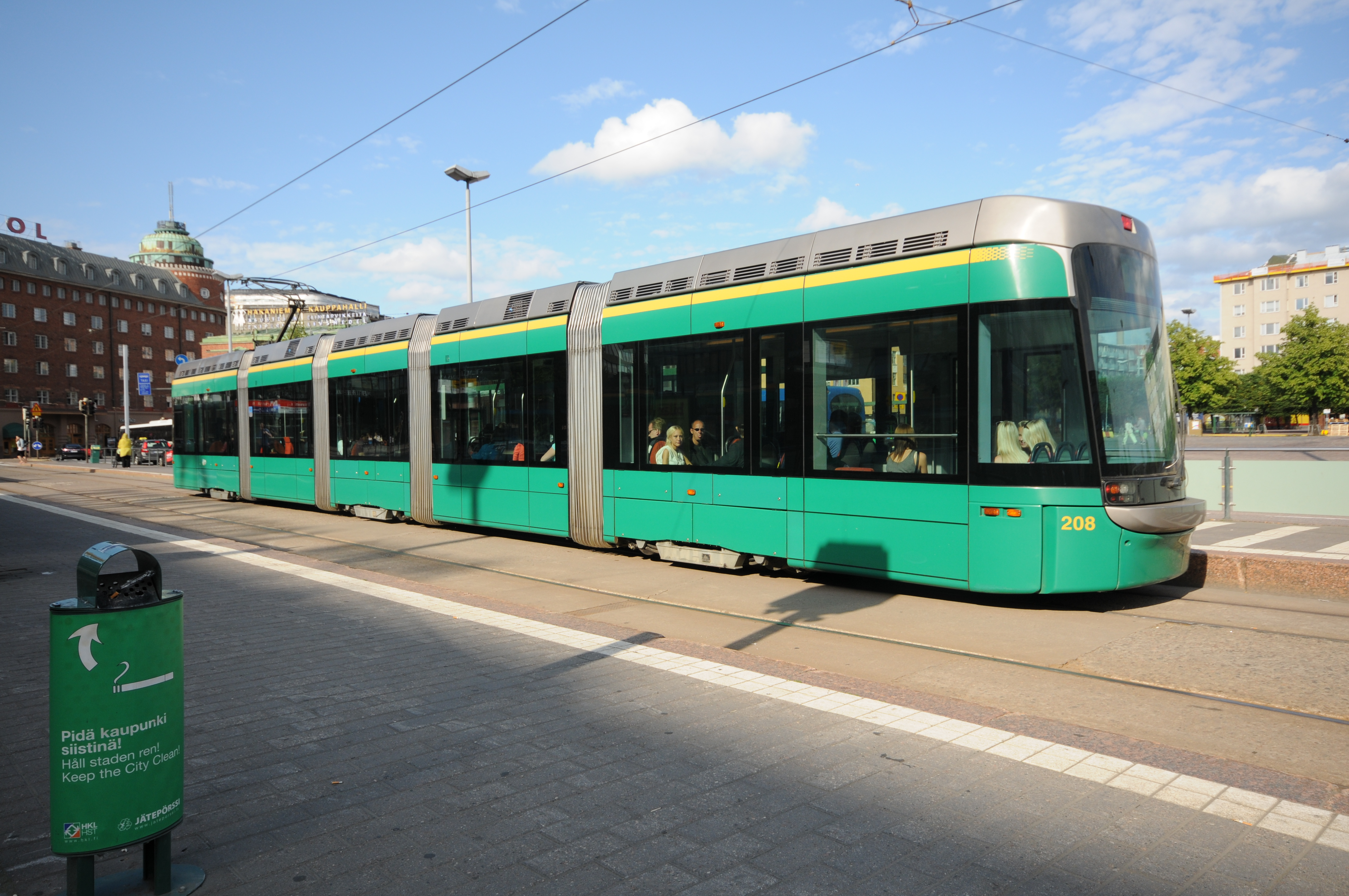
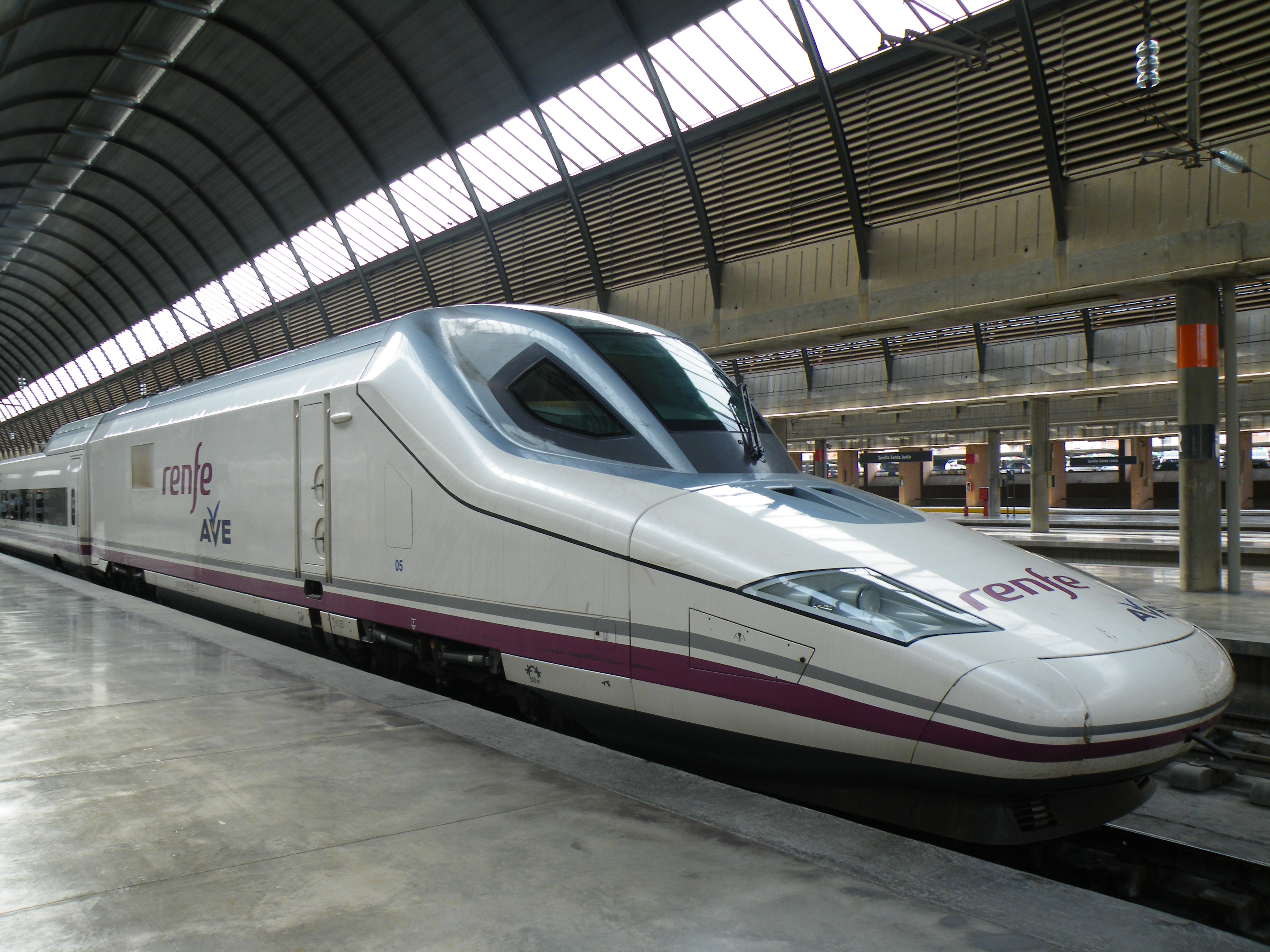
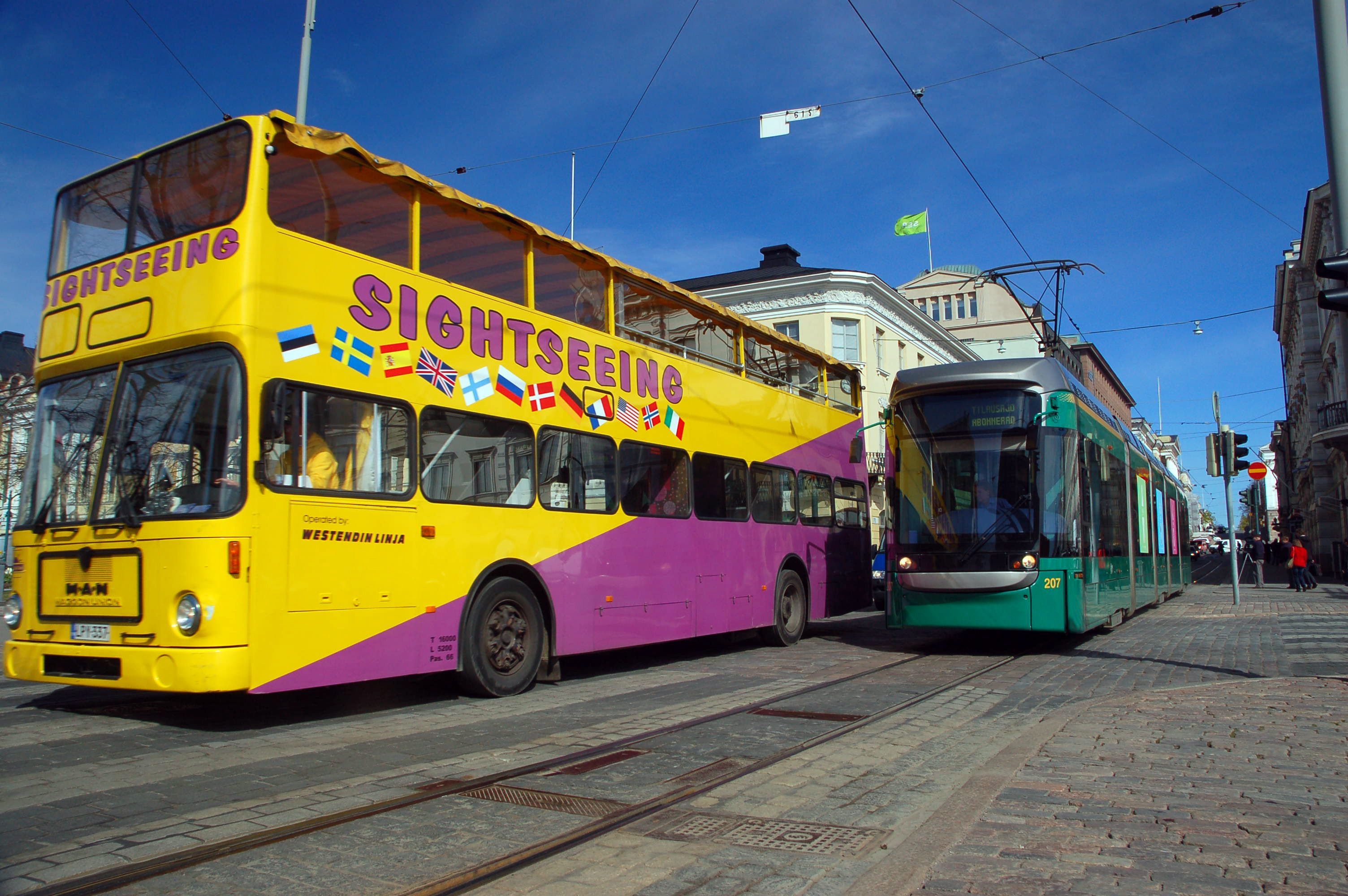
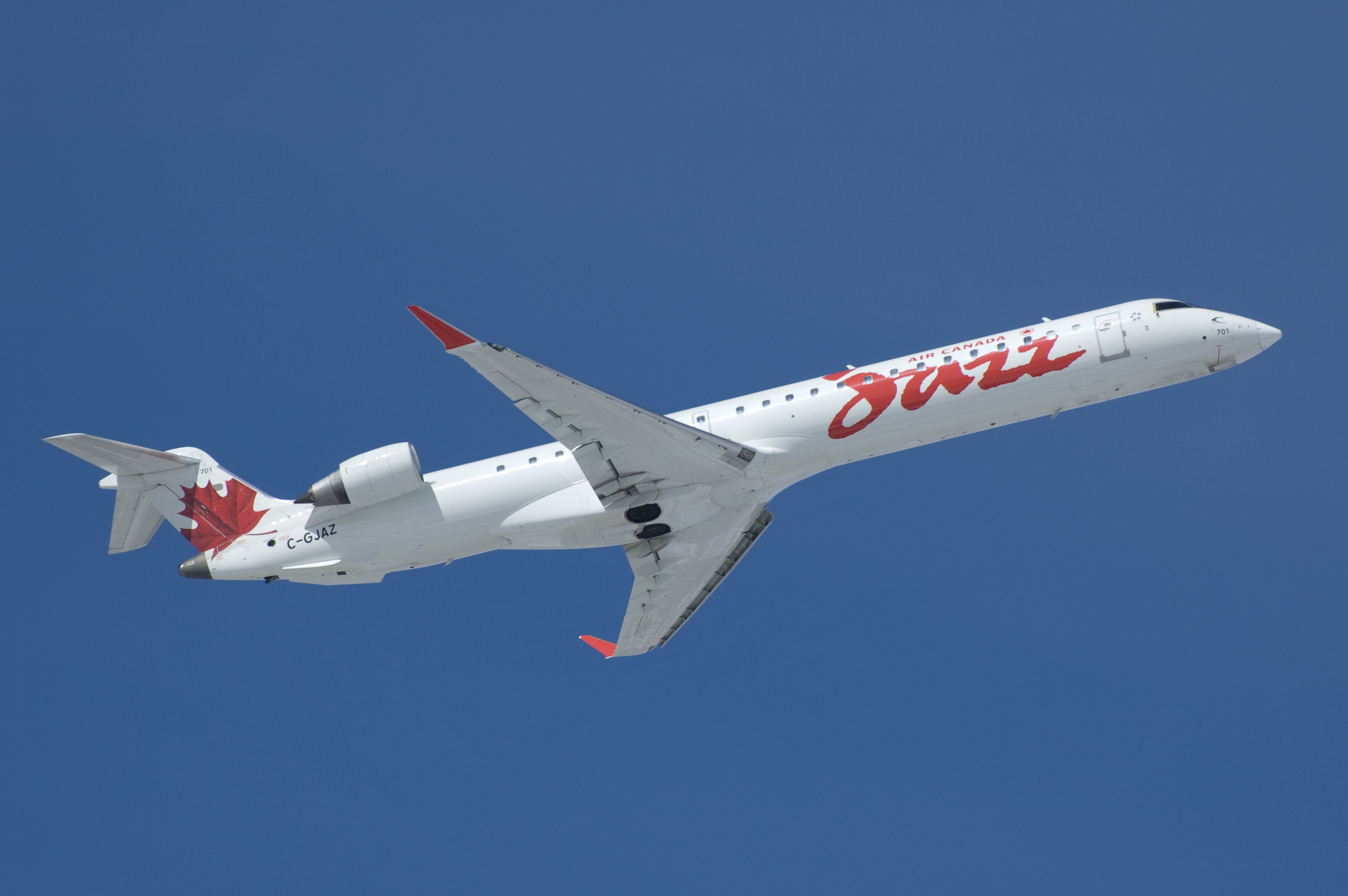
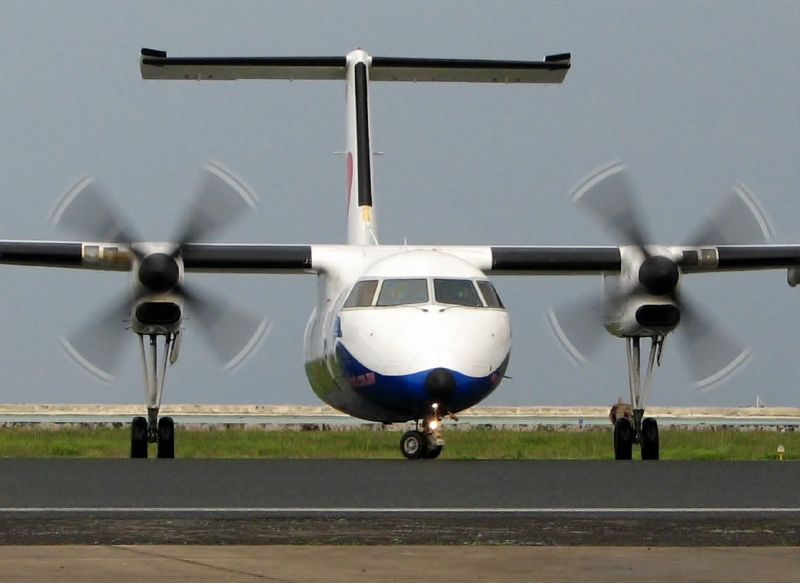
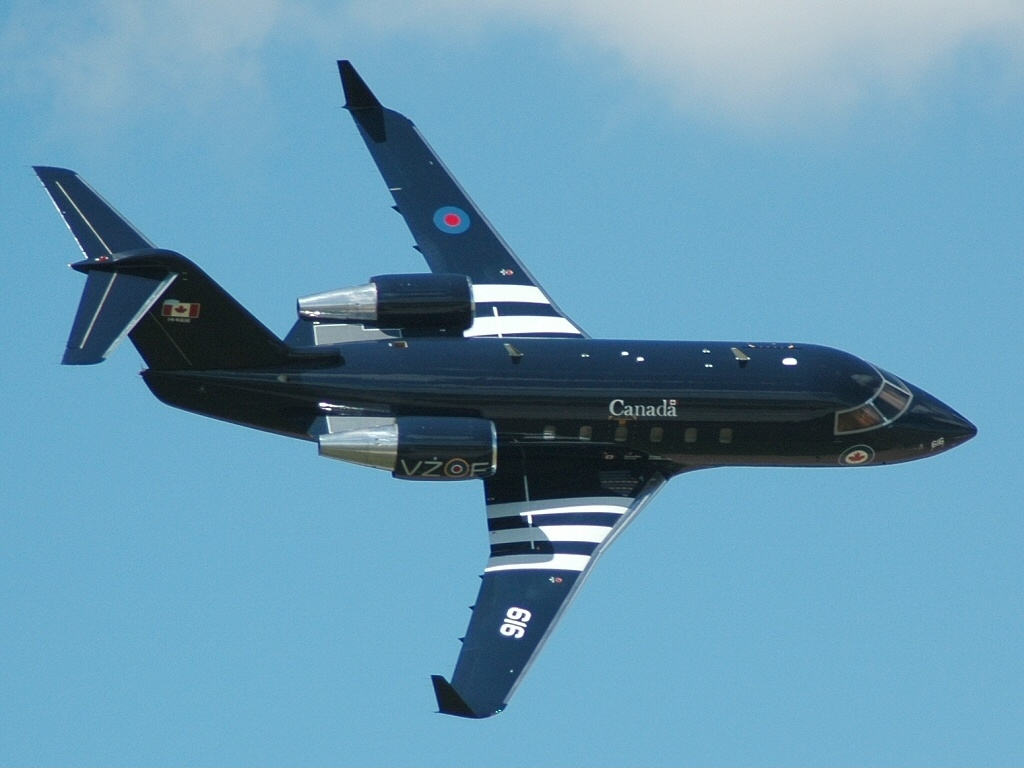
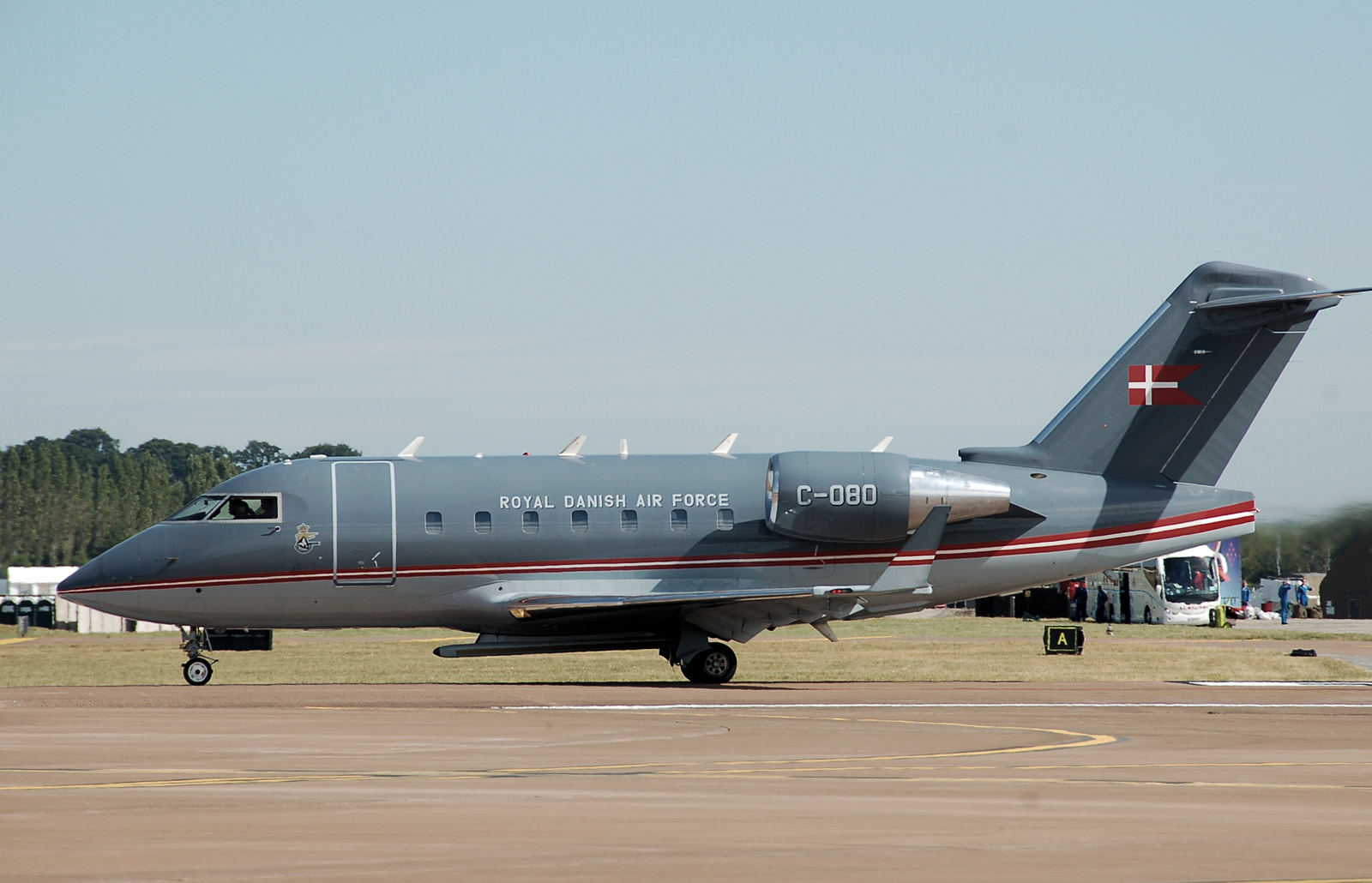
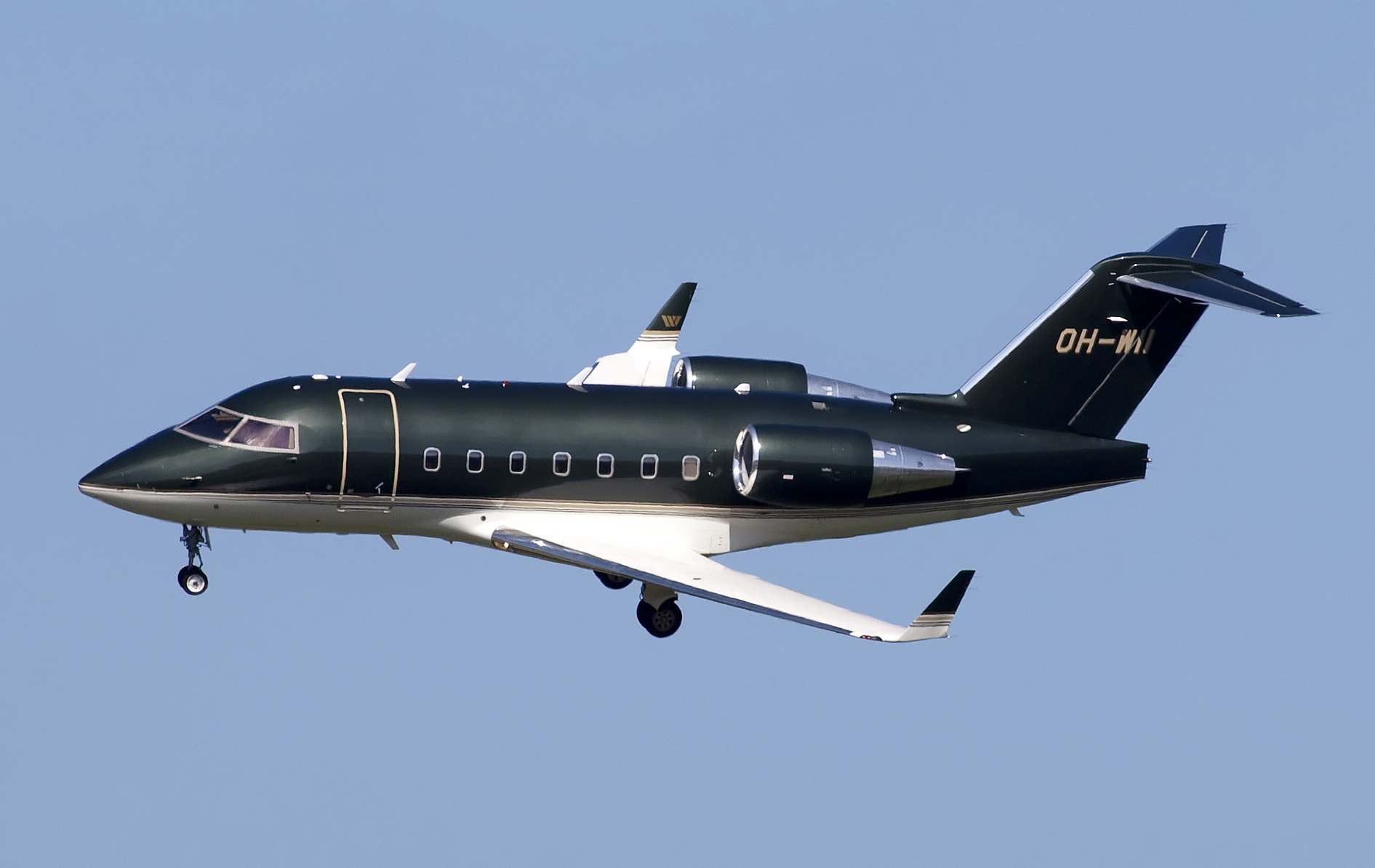
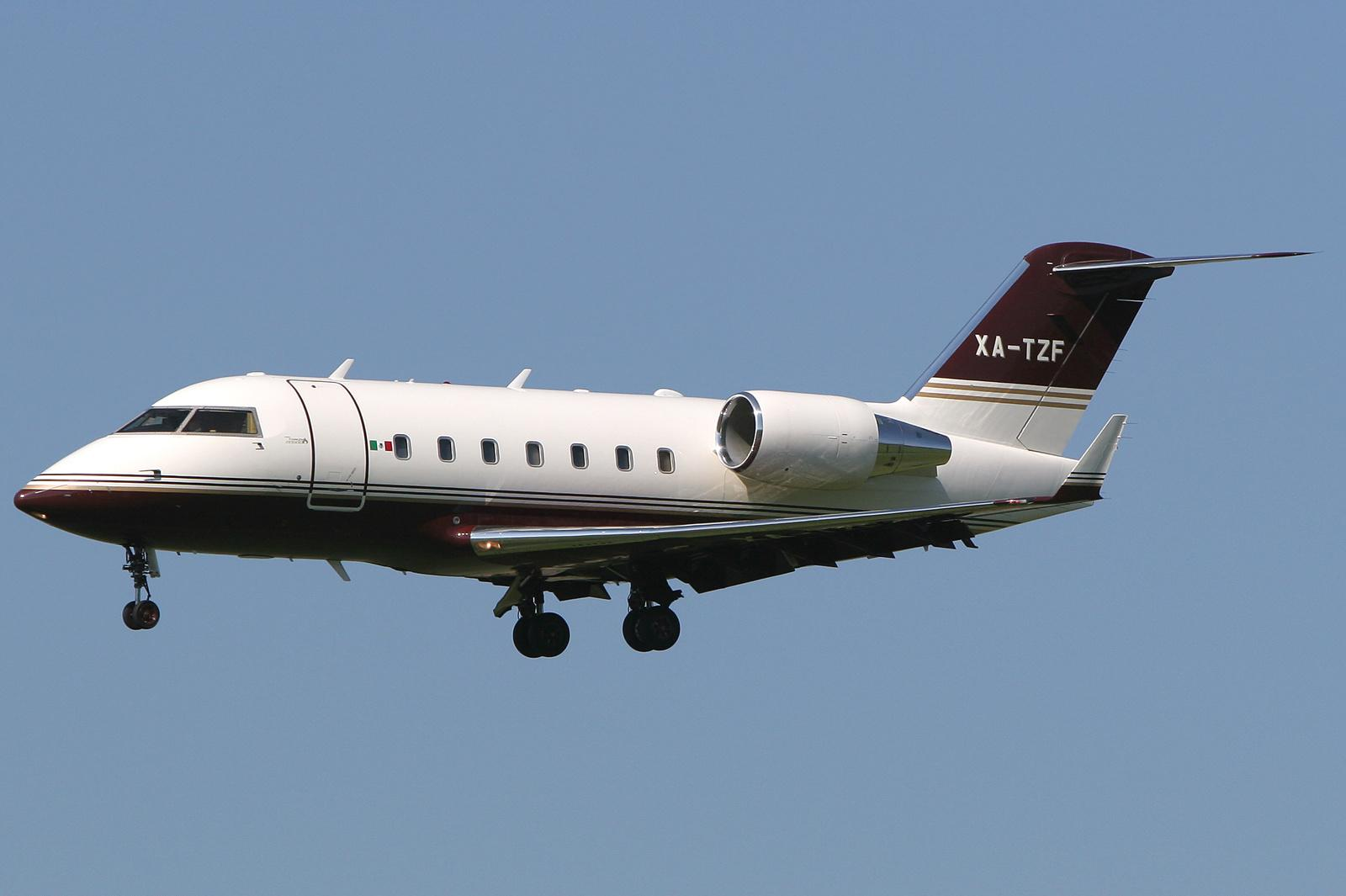
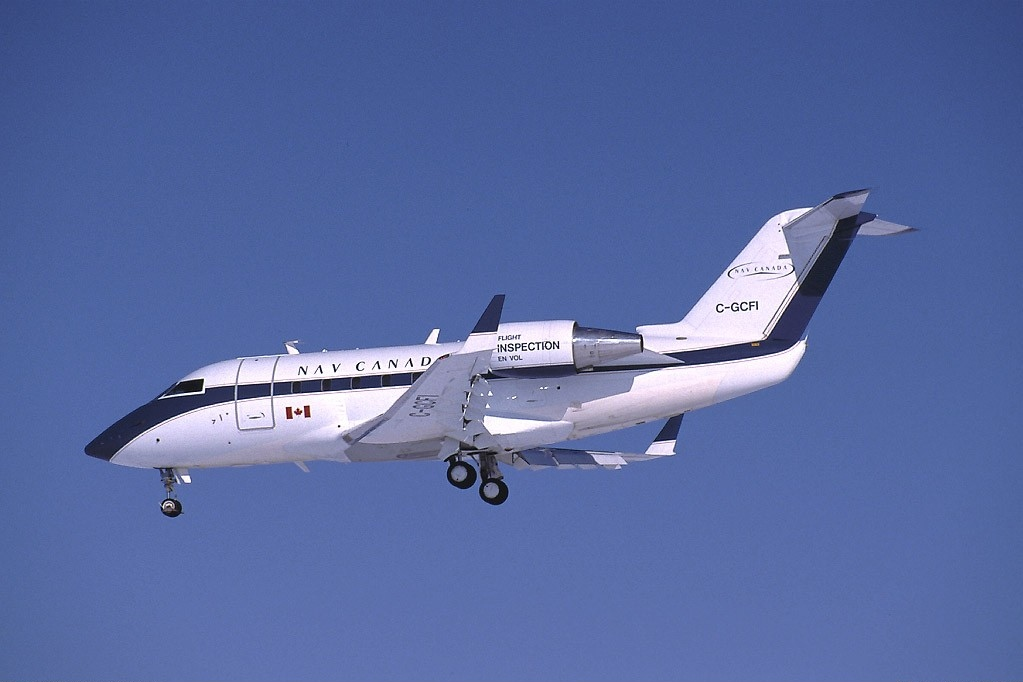
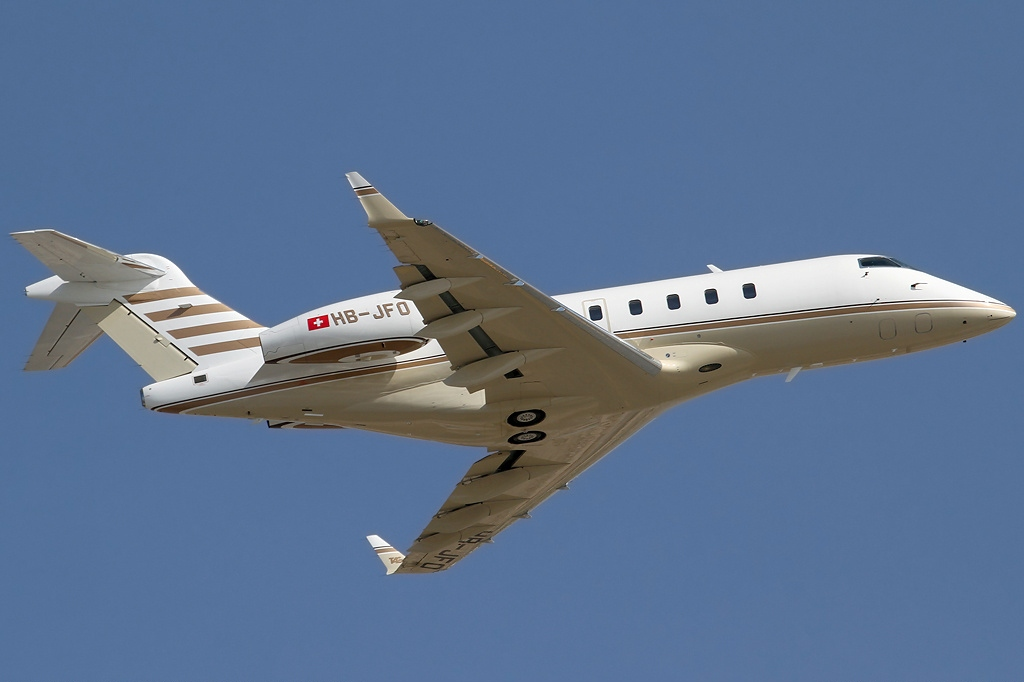
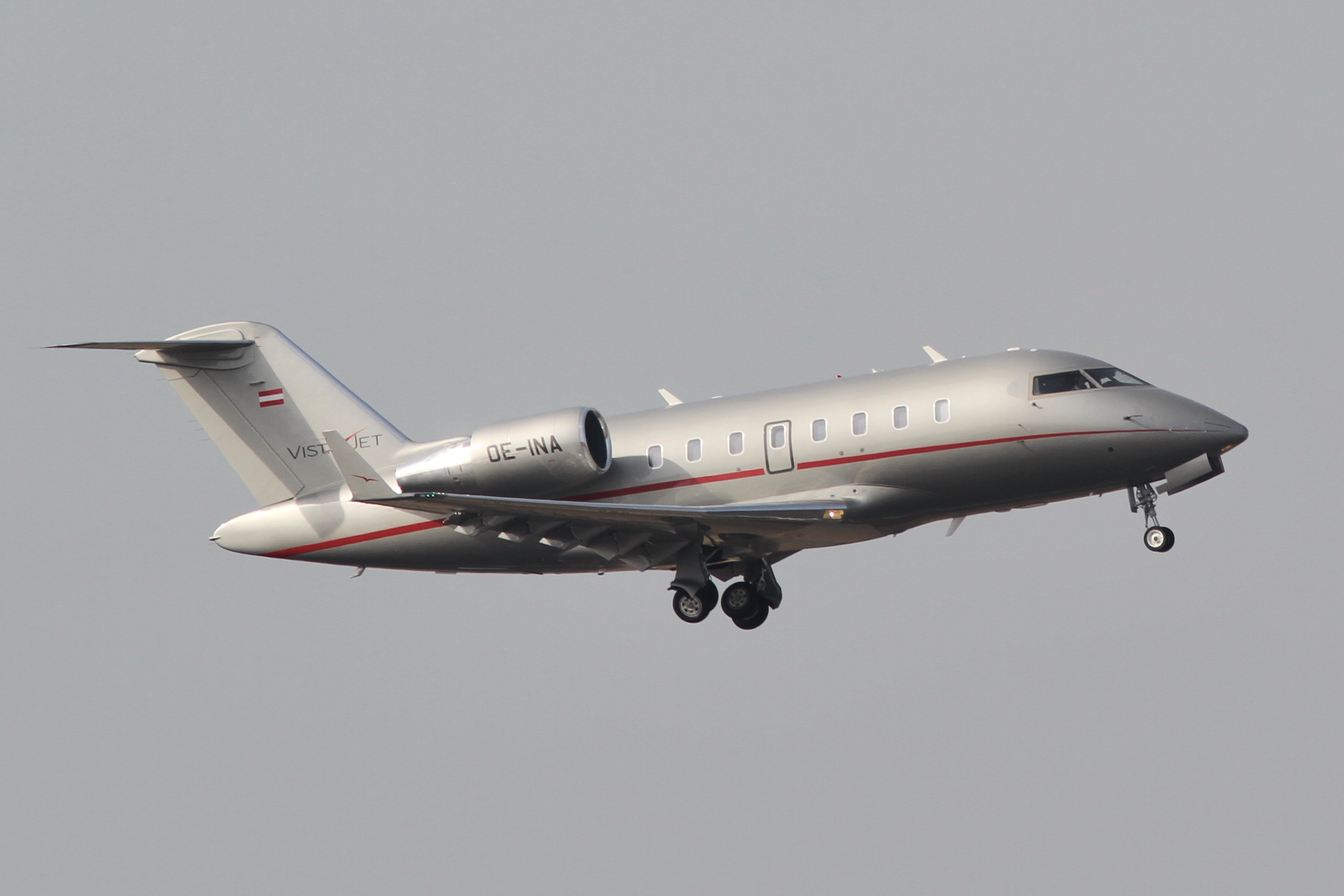
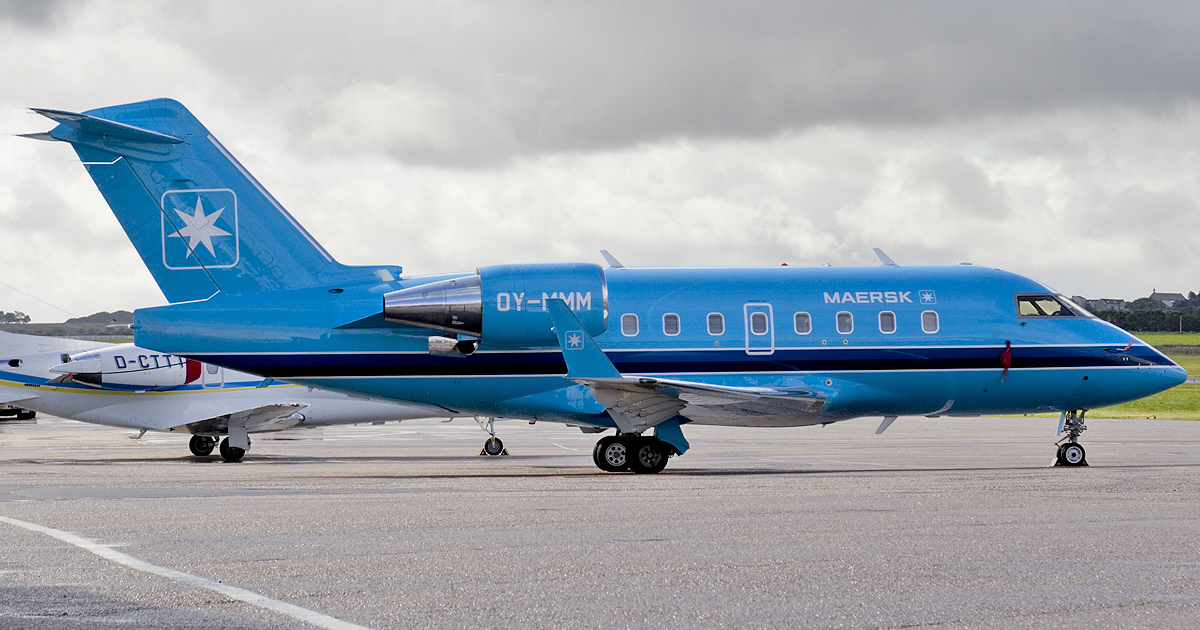
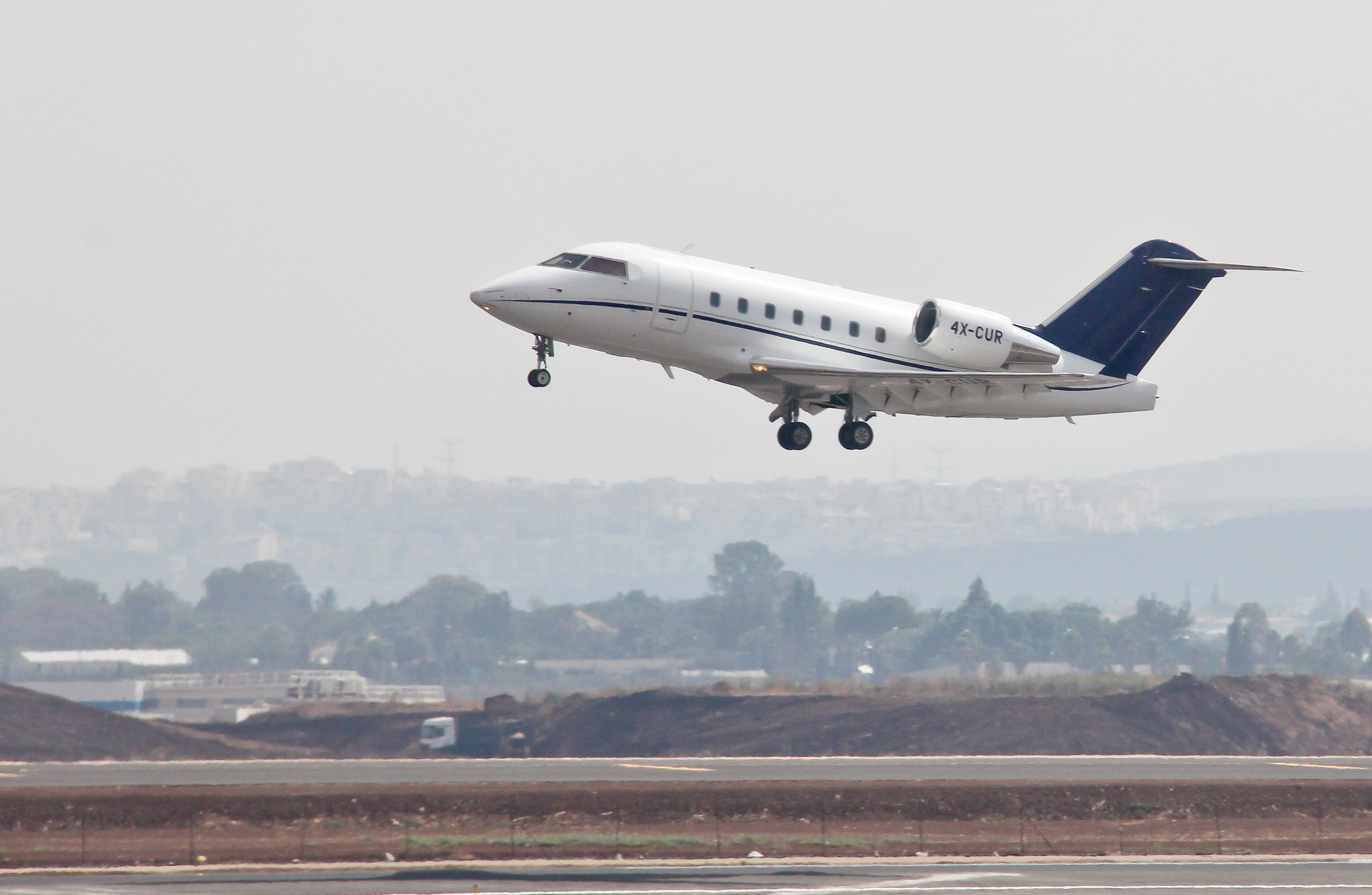
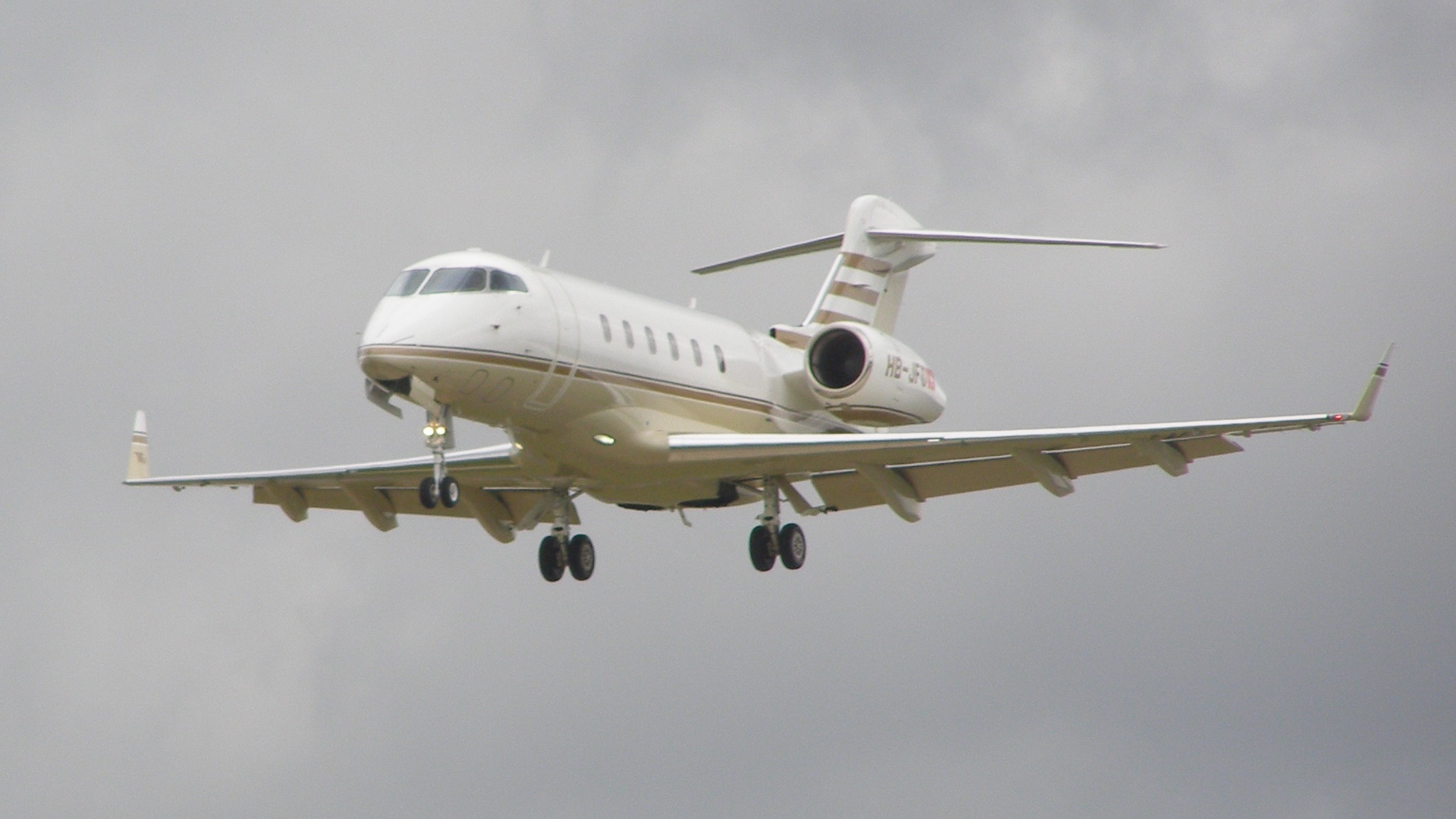
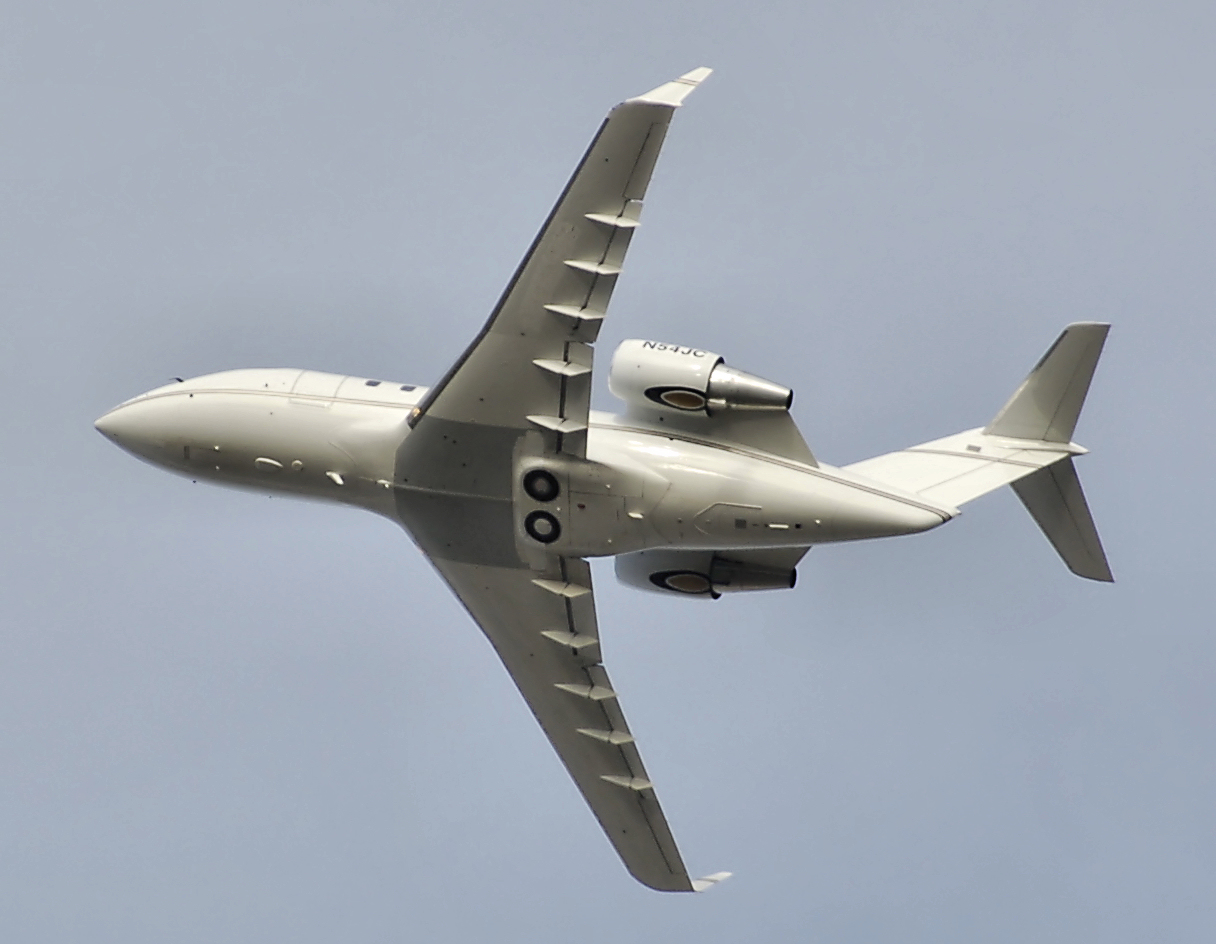
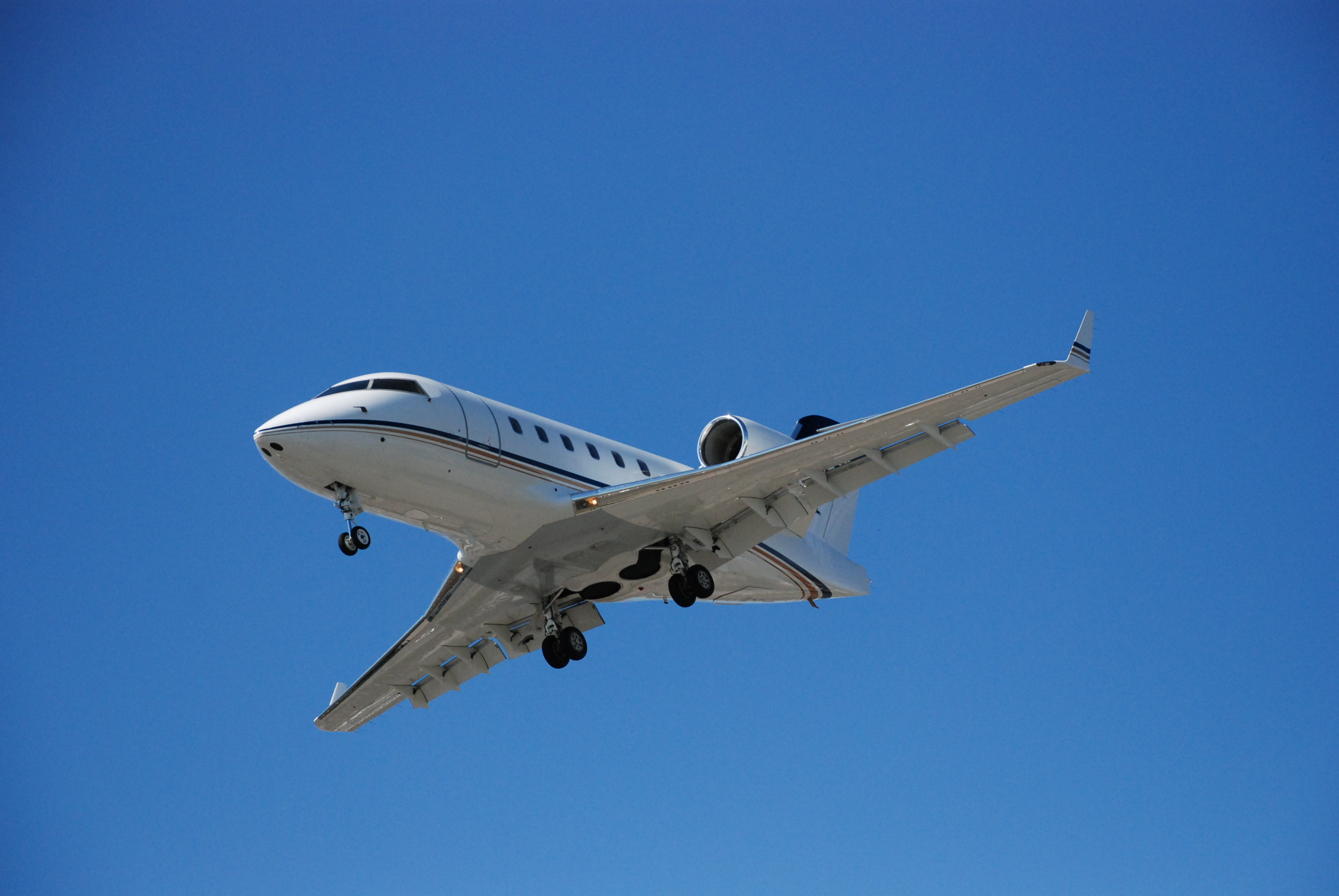